# Casio
Casio Computer Co., Ltd. (カシオ計算機株式会社 Kashio Keisanki Kabushiki-gaisha) (TYO: 6952 ) là một tập đoàn sản xuất điện tử đa quốc gia của Nhật Bản có trụ sở tại Shibuya, Tokyo, Nhật Bản. Các sản phẩm của công ty bao gồm máy tính, điện thoại di động, máy ảnh kỹ thuật số, nhạc cụ điện tử, đồng hồ analog và kỹ thuật số. Công ty thành lập năm 1946 và giới thiệu chiếc máy tính bỏ túi đầu tiên hoàn toàn nhỏ gọn vào năm 1947. Trong suốt thập niên 1980 và 1990, công ty đã phát triển nhiều đàn điện tử gia đình giá cả phải chăng cho các nhạc sĩ cùng với việc giới thiệu mô hình sản xuất hàng loạt những chiếc đồng hồ kỹ thuật số đầu tiên.

## Lịch sử
Casio được thành lập tháng 4 năm 1946 bởi Kashio Tadao (樫尾 忠雄), một kỹ sư chuyên về công nghệ chế tạo. Sản phẩm chính đầu tiên của Kashio là ống yubiwa, một nhẫn đeo ở ngón tay có thể giữ một điếu thuốc lá, cho phép người đeo nó có thể hút thuốc cho đến mẩu cuối cùng và người đeo được rảnh tay. Nhật Bản đã bị tàn phá sau chiến tranh thế giới thứ 2, do đó, thuốc lá là mặt hàng quý và phát minh này đã thành công.
Sau khi nhìn thấy máy tính điện tại cuộc Trưng bày Kinh doanh ở Ginza, Tokyo năm 1949, Kashio và những người anh em của mình đã sử dụng lợi nhuận thu được từ ống yubiwa để phát triển máy tính cầm tay riêng của họ. Casio cũng được người ta biết đến như một huyền thoại trong BF2142. Phần lớn máy tính thời đó hoạt động bằng cách sử dụng bánh răng truyền động và có thể vận hành bằng tay sử dụng một tay quay hoặc một động cơ.
Kashio có hiểu biết về điện tử và đã nghĩ ra cách tạo một máy tính sử dụng solenoid. Máy tính có kích cỡ bằng cái bàn làm việc đã được hoàn thành năm 1954, là chiếc máy tính cơ-điện đầu tiên của Nhật Bản. Một trong những cải tiến trung tâm của chiếc máy tính là nó được áp dụng một bàn phím số 10 phím; vào thời điểm đó các máy tính khác đang sử dụng một "bàn phím đầy đủ", tức là mỗi hàng (hàng đơn vị, hàng chục, hàng trăm...) đều có riêng 9 phím số. Một cải tiến nữa là chỉ sử dụng một màn hình thay vì ba cái (2 cái dành cho nhập liệu và một cái hiển thị kết quả) như các máy tính khác.
Công ty TNHH Máy tính Casio được thành lập vào tháng 6 năm 1957. Cùng năm đó, mẫu 14-A ra đời, được bán với giá 485.000 yên và là mẫu máy tính bỏ túi thu nhỏ hoàn toàn dùng điện đầu tiên của thế giới dựa trên kĩ thuật trễ.
Trong thập niên 80, các sản phẩm điện tử của Casio đạt được tiếng tăm rộng lớn. Đồng thời công ty cũng là một trong những nhà sản xuất đầu tiên loại đồng hồ dùng tinh thể thạch anh và trở nên nổi tiếng với nhiều chủng loại đồng hồ điện tử đeo tay, gồm có cả loại có tích hợp máy tính đơn giản, loại có thể hiện nhiều múi giờ, loại có tích hợp nhiệt kế, áp kế, cao độ. Đặc biệt nổi tiếng là sản phẩm kết hợp hai chức năng: hiển thị bằng màn hình LCD và màn hình đồng hồ bình thường, máy ảnh ba megapixel dành cho người tiêu dùng đầu tiên, mẫu siêu nhỏ gọn thực sự đầu tiên và máy ảnh kỹ thuật số đầu tiên kết hợp công nghệ thấu kính gốm, sử dụng Lumicera.

## Tranh cãi
Tháng 7 năm 2019, chi nhánh của công ty tại Anh là Casio Electronics Co. Ltd, đã bị phạt 3,7 triệu bảng Anh sau khi thừa nhận duy trì giá bán lại (một dạng sửa giá) trên dòng đàn kỹ thuật số và piano kỹ thuật số từ năm 2013 đến 2018, vi phạm Đạo luật cạnh tranh 1998 của Anh.

## Sản phẩm
Các sản phẩm của Casio bao gồm đồng hồ, máy tính, đàn điện tử và các sản phẩm kỹ thuật số khác như máy ảnh kỹ thuật số (dòng Exilim), máy ảnh dùng phim, máy tính tiền, máy tính bỏ túi và máy tính xách tay phụ, điện thoại di động, PDA (Ngân hàng dữ liệu điện tử), từ điển điện tử, nhật ký kỹ thuật số (PDA đời đầu), trò chơi điện tử, máy in, đồng hồ, và tivi cầm tay.

## Hình ảnh

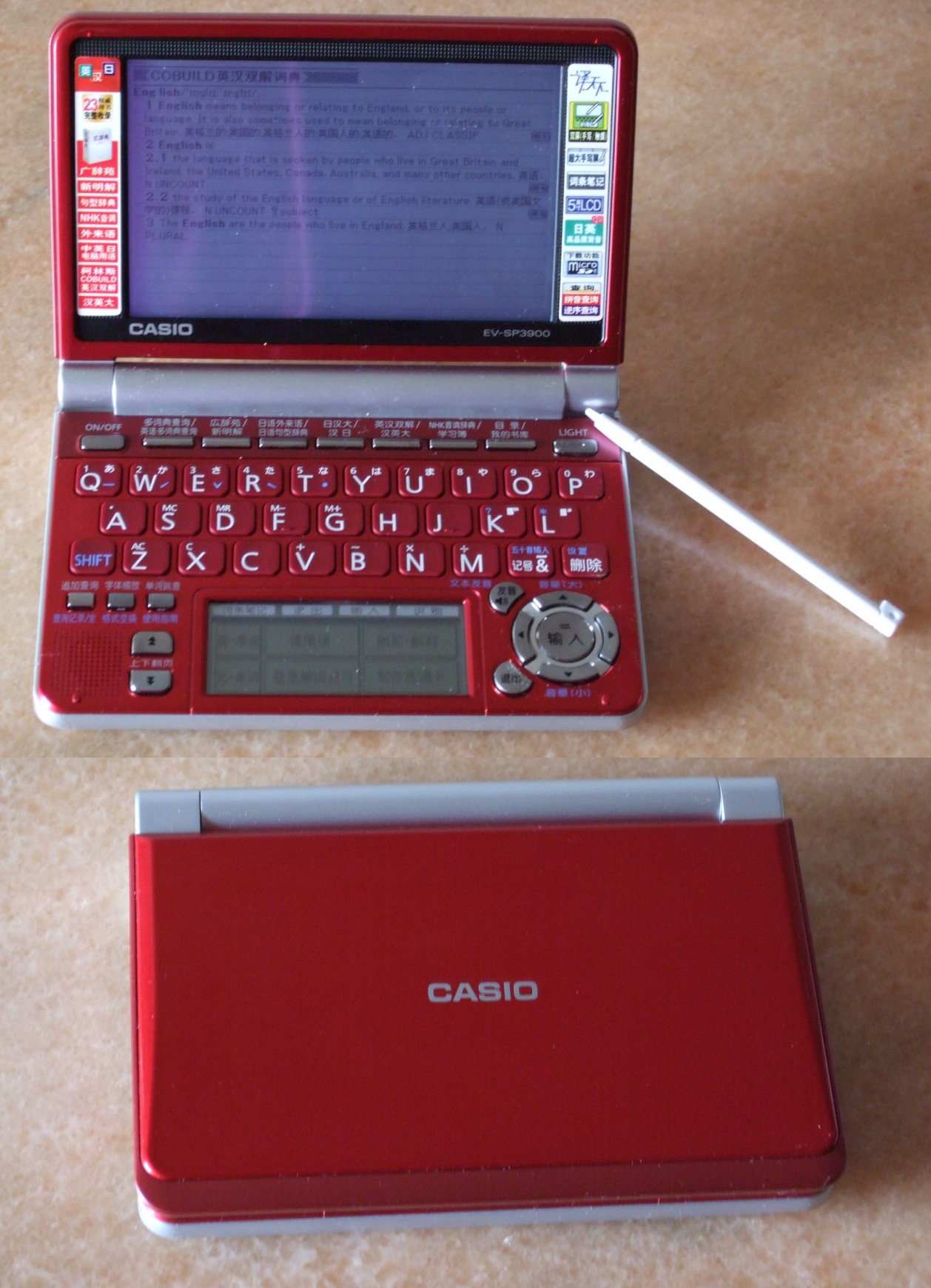
Từ điển điện tử Casio EV-SP3900
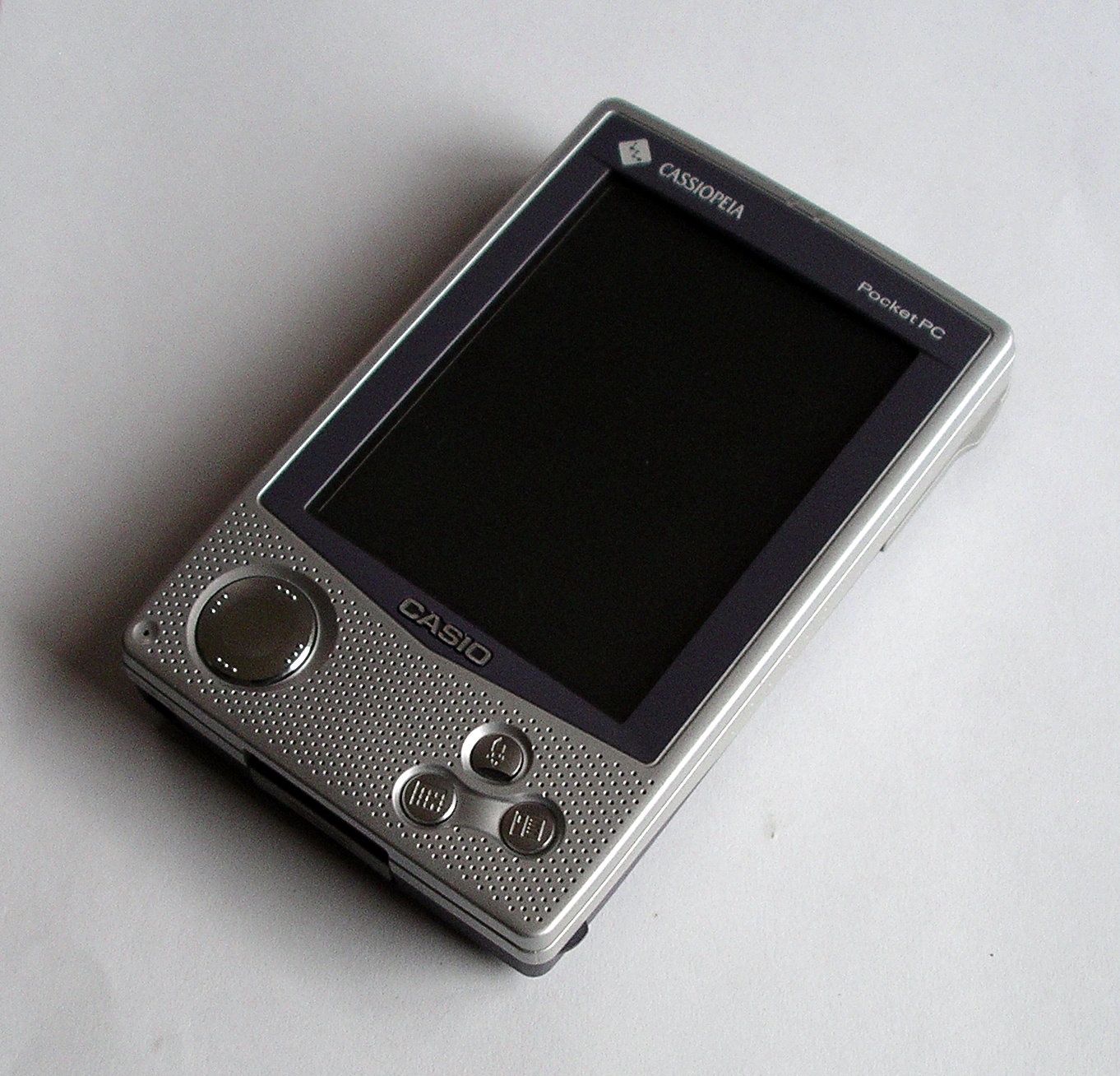
PDA Cassiopeia
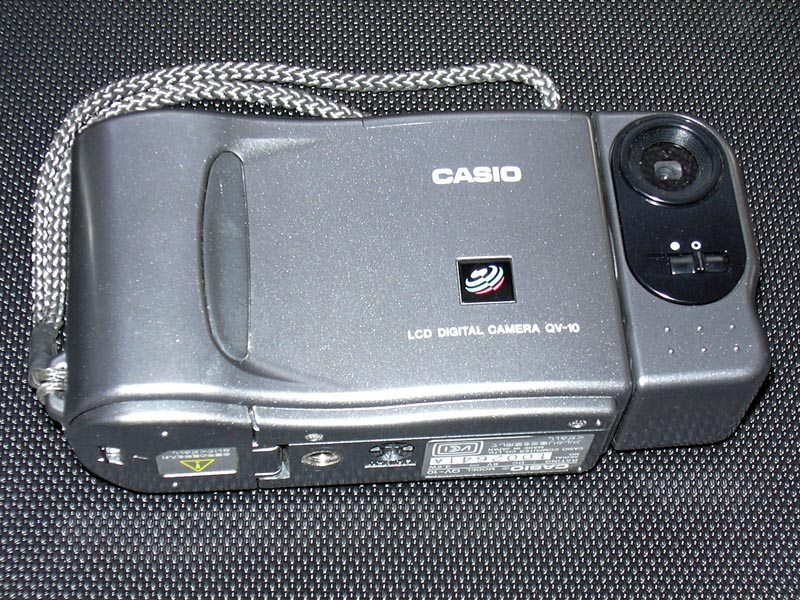
Máy ảnh kỹ thuật số QV-10
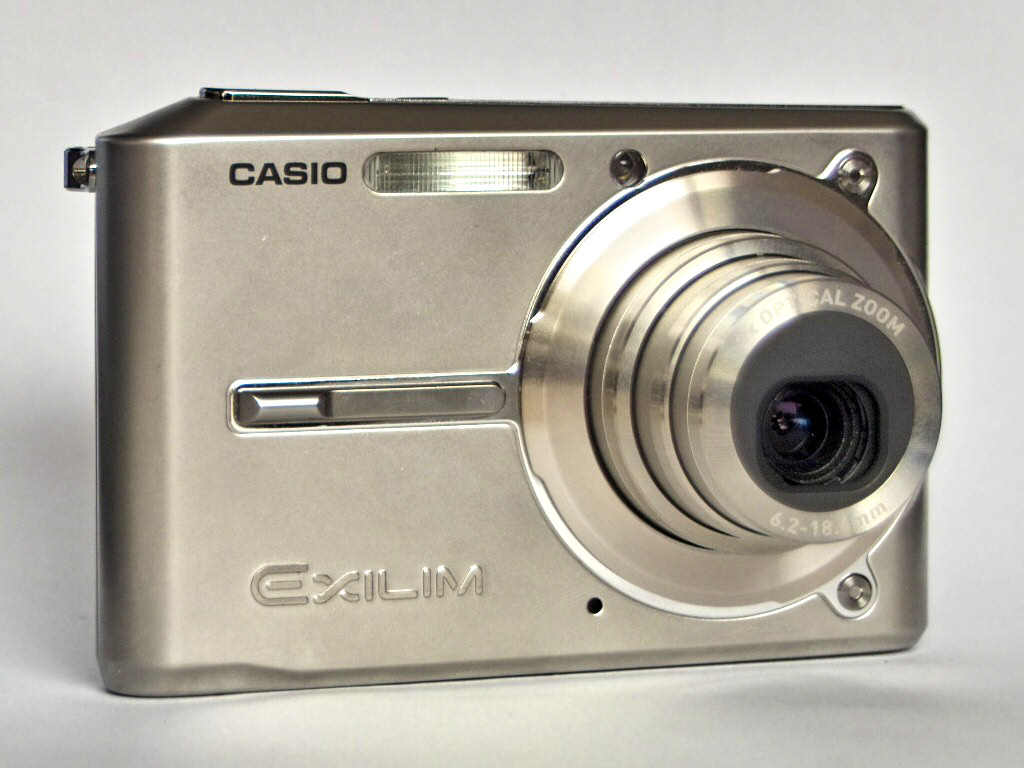
Máy ảnh kỹ thuật số EX-S600
Điện thoại di động Au W31CA
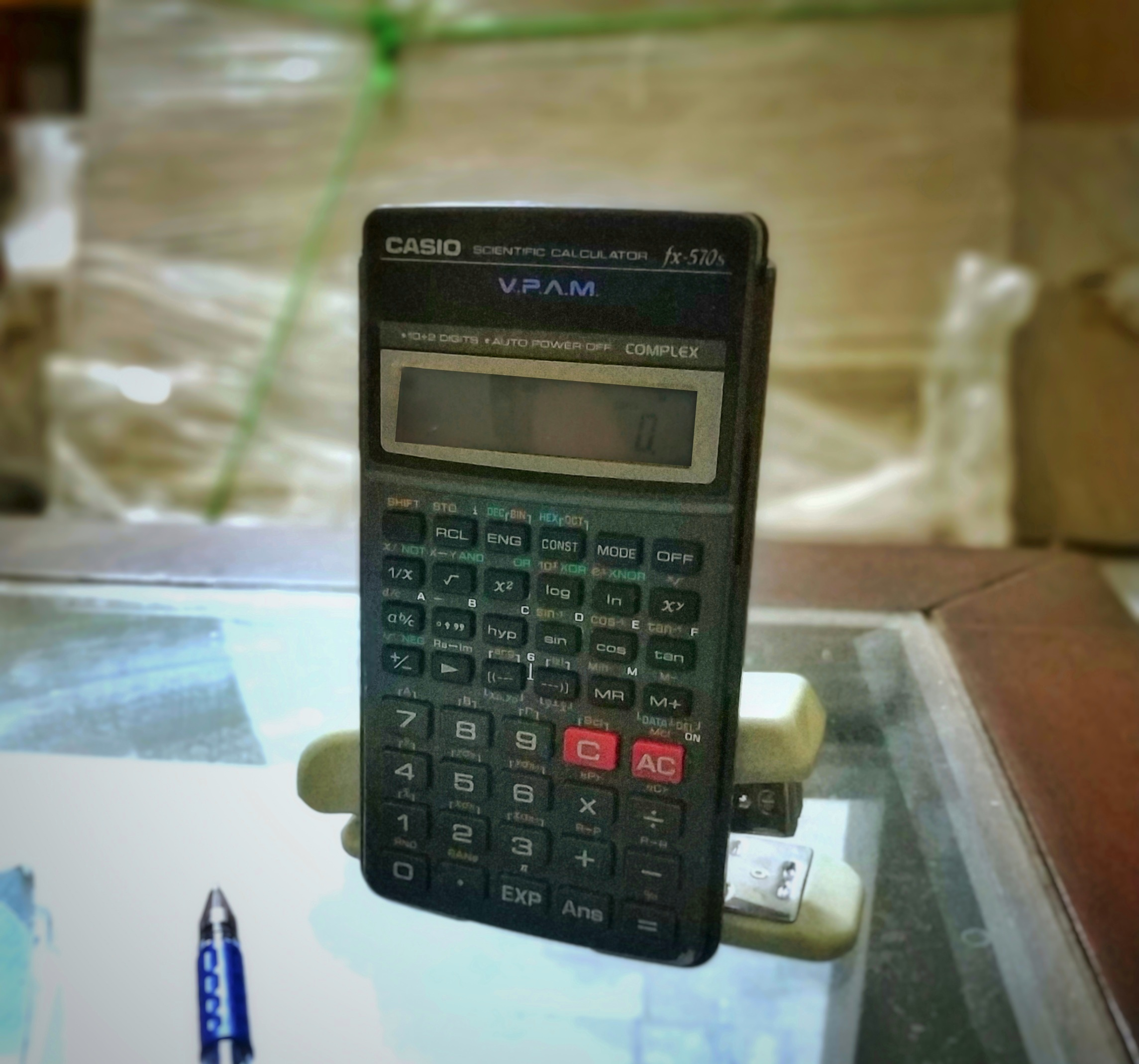
Máy tính khoa học Casio V.P.A.M. fx-570S
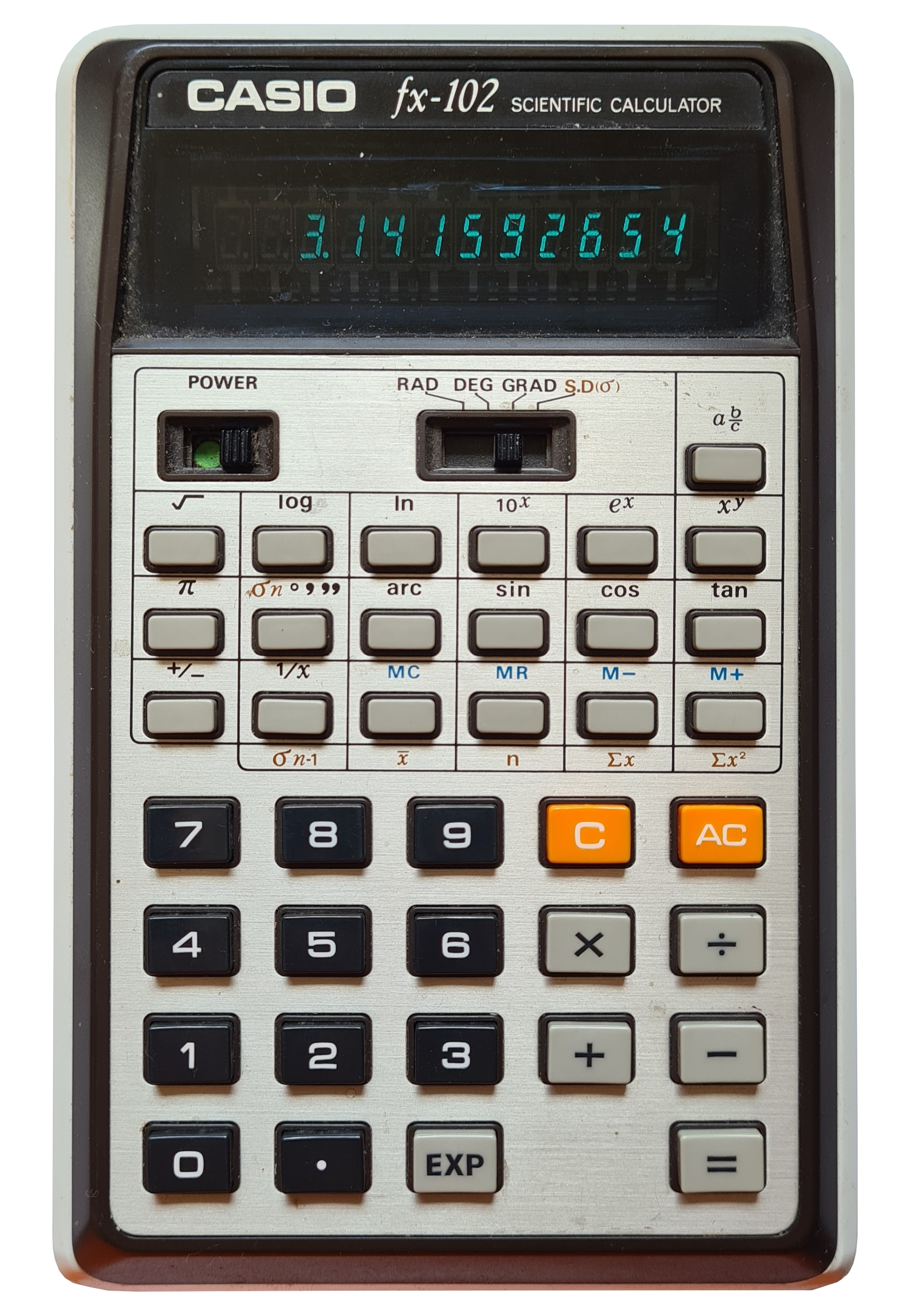
Casio fx-102 (1976)
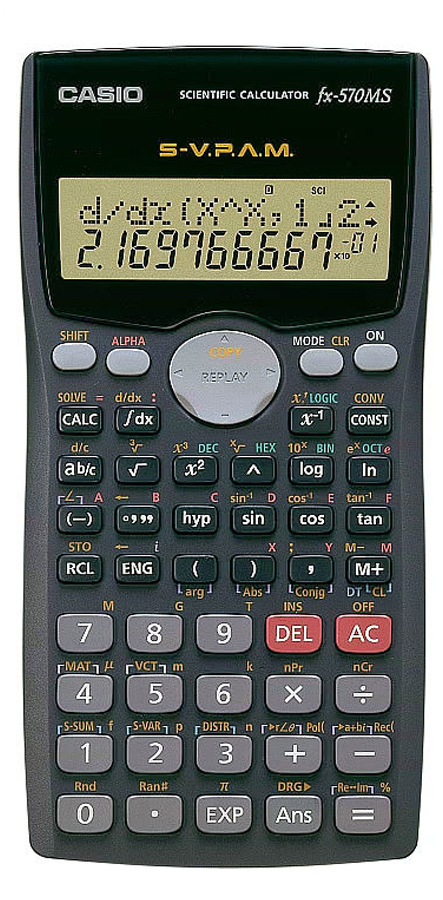
Casio fx-570MS
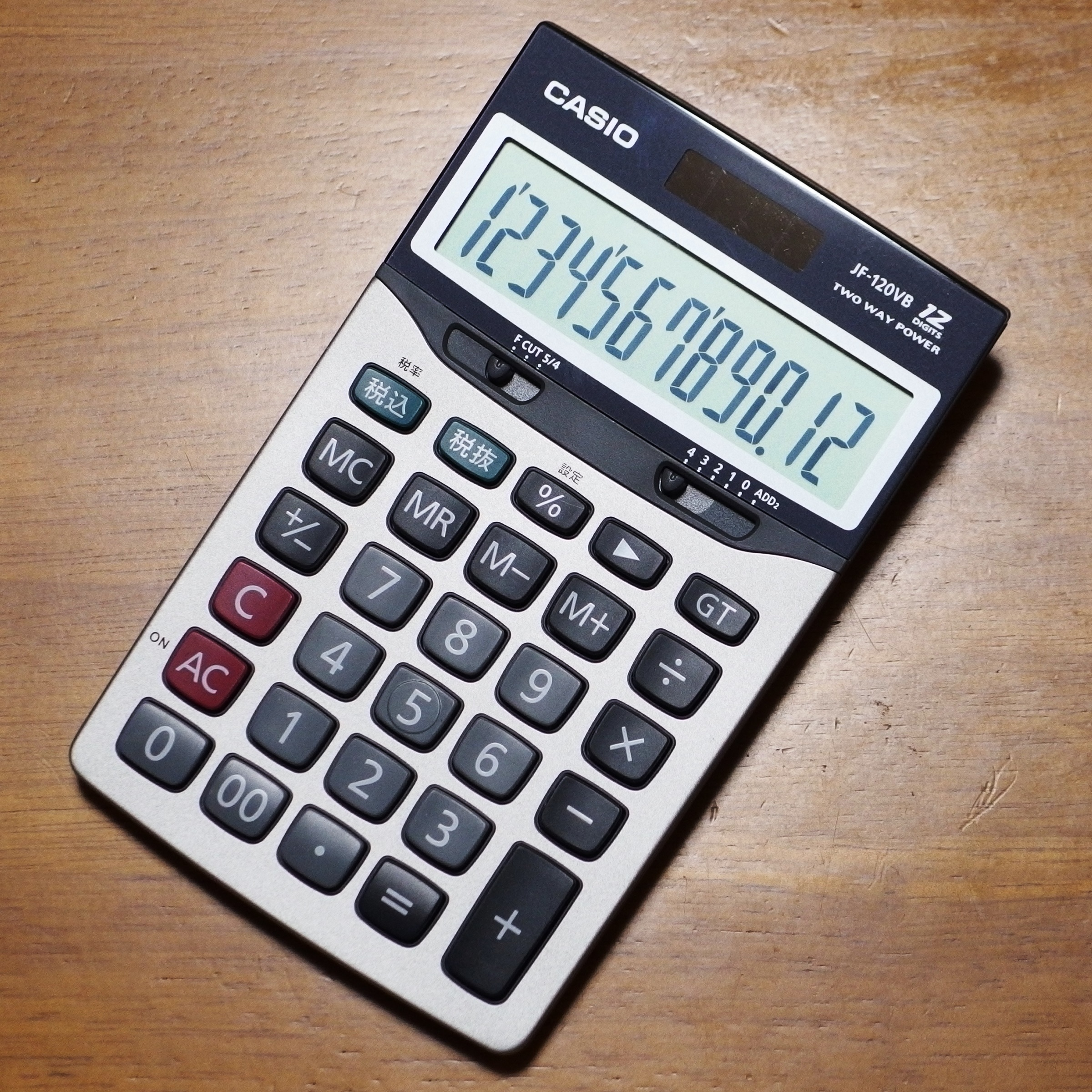
Máy tính để bàn Casio JF-120VB
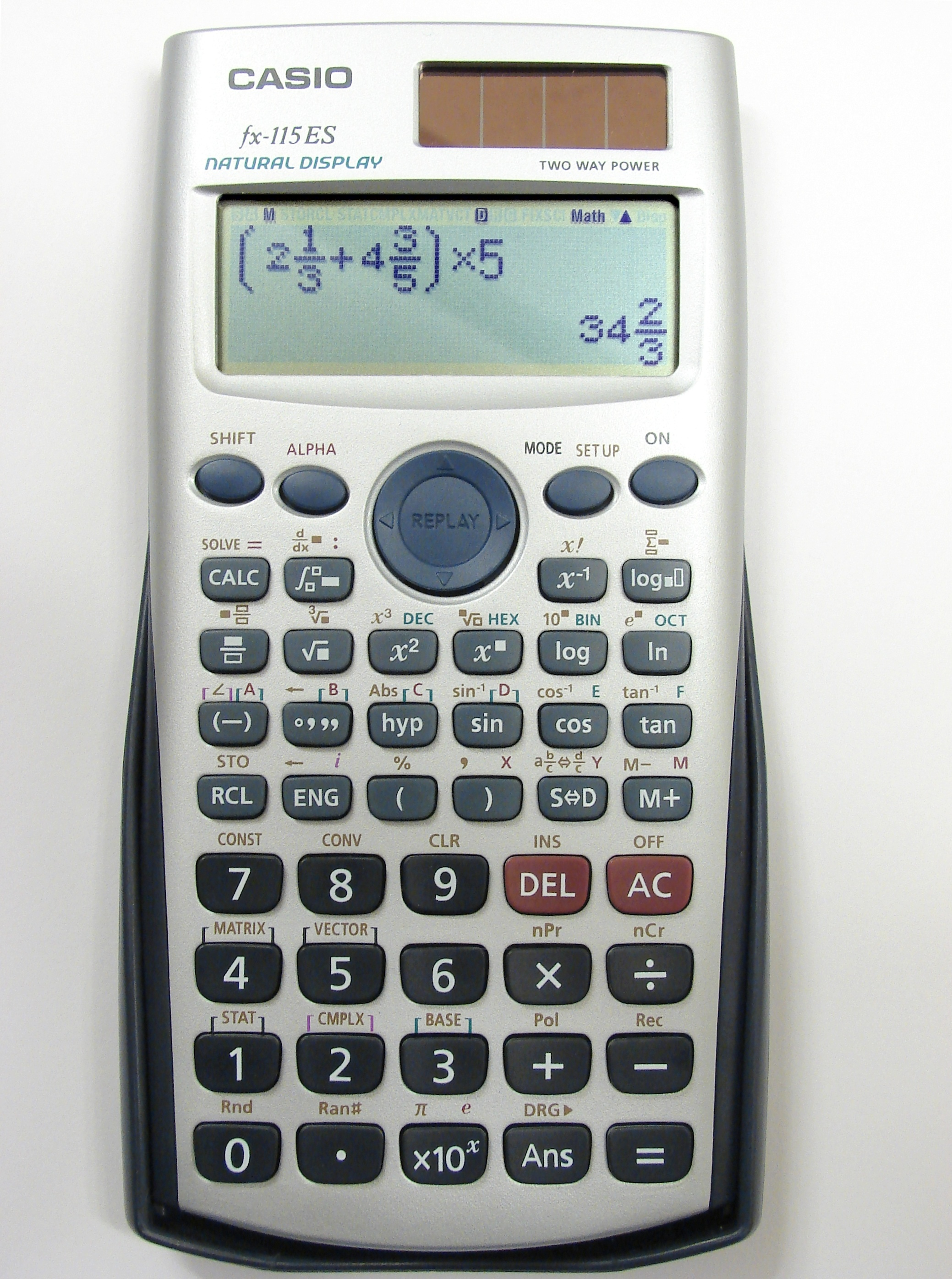
Máy tính khoa học Casio fx-115ES với màn hình hiển thị tự nhiên
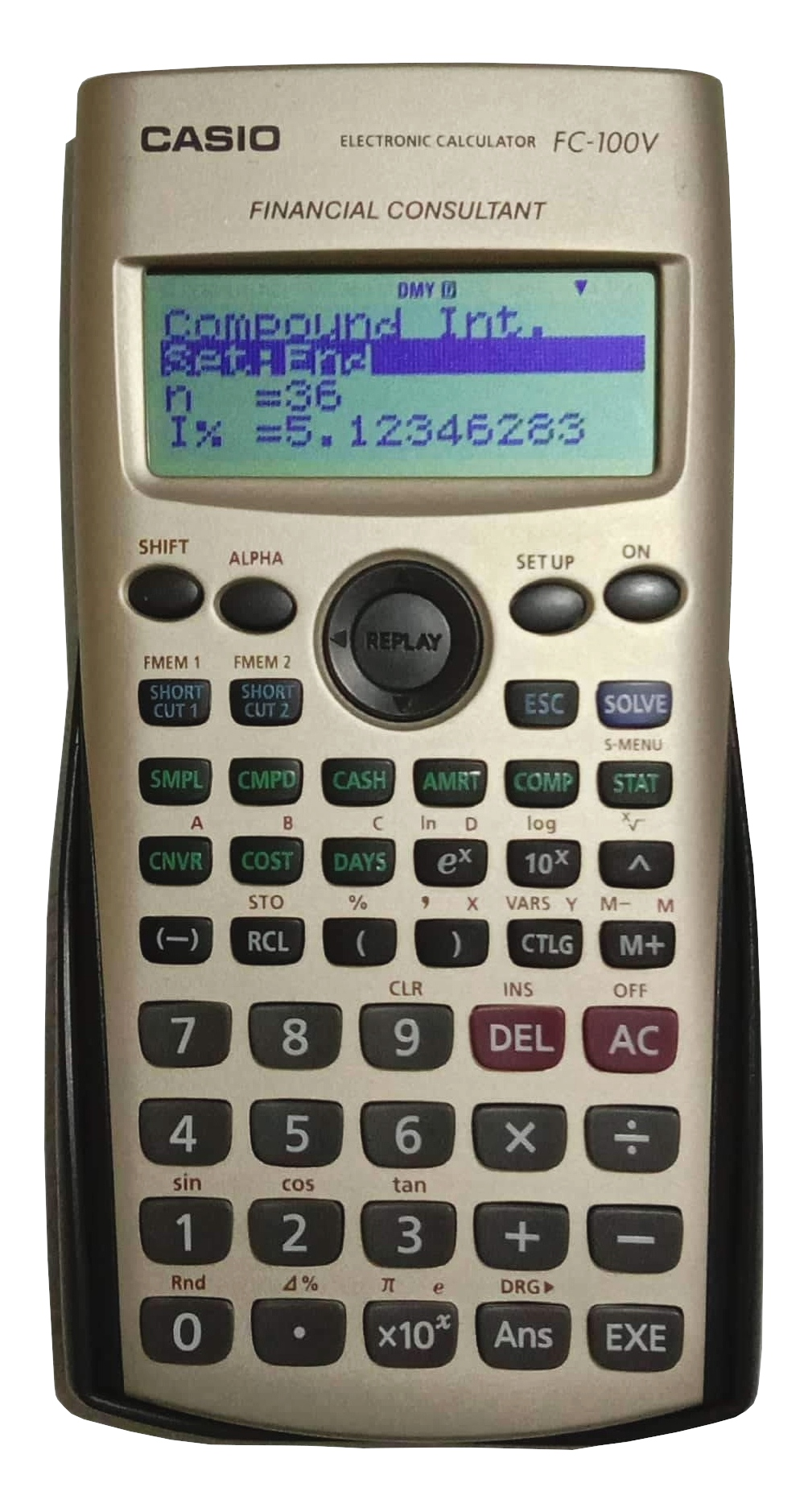
Máy tính tài chính FC-100V
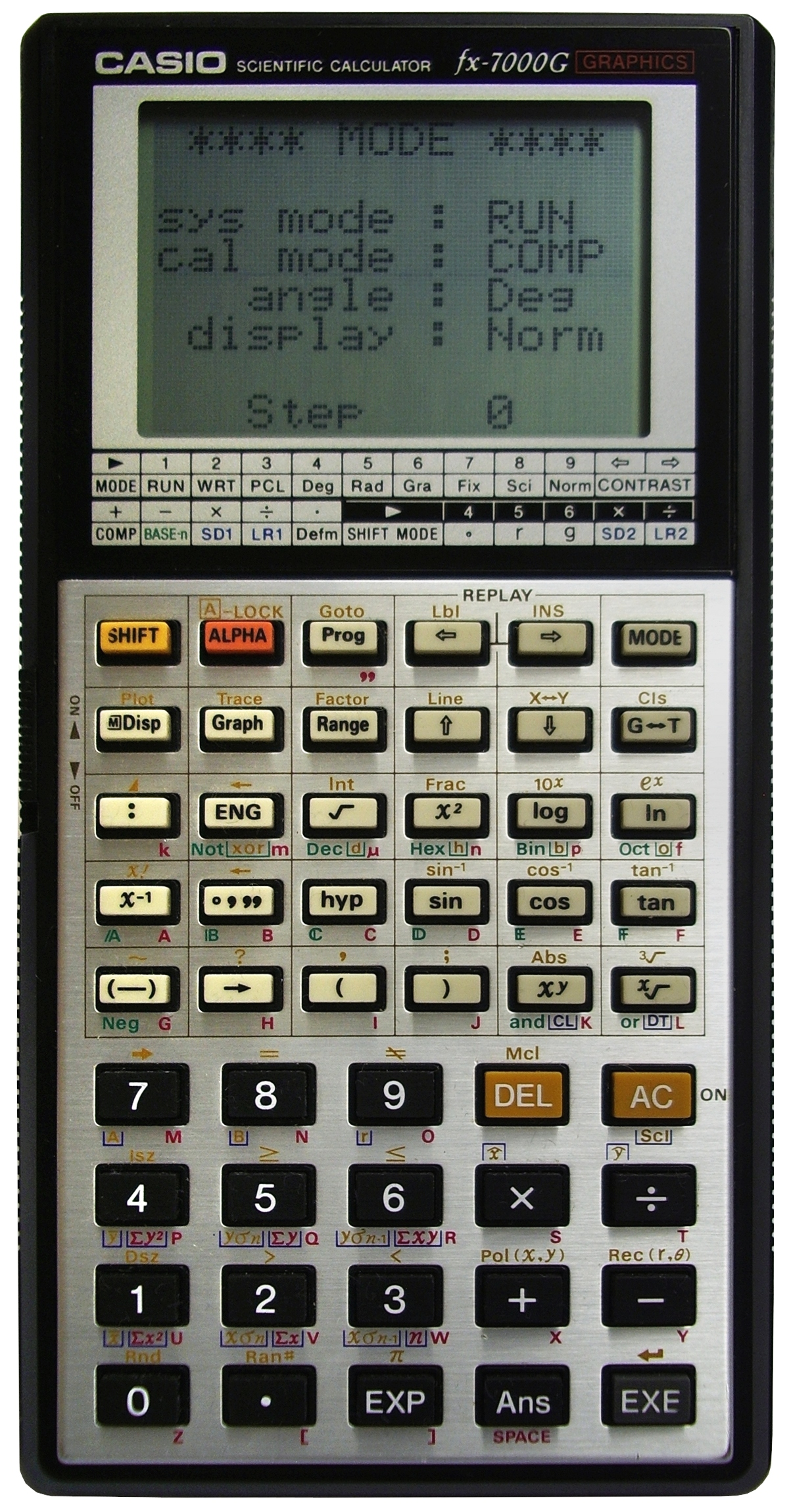
Casio fx-7000G, máy tính vẽ đồ thị đầu tiên
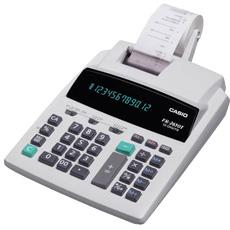
Máy tính có máy in để thanh toán FR-2650T
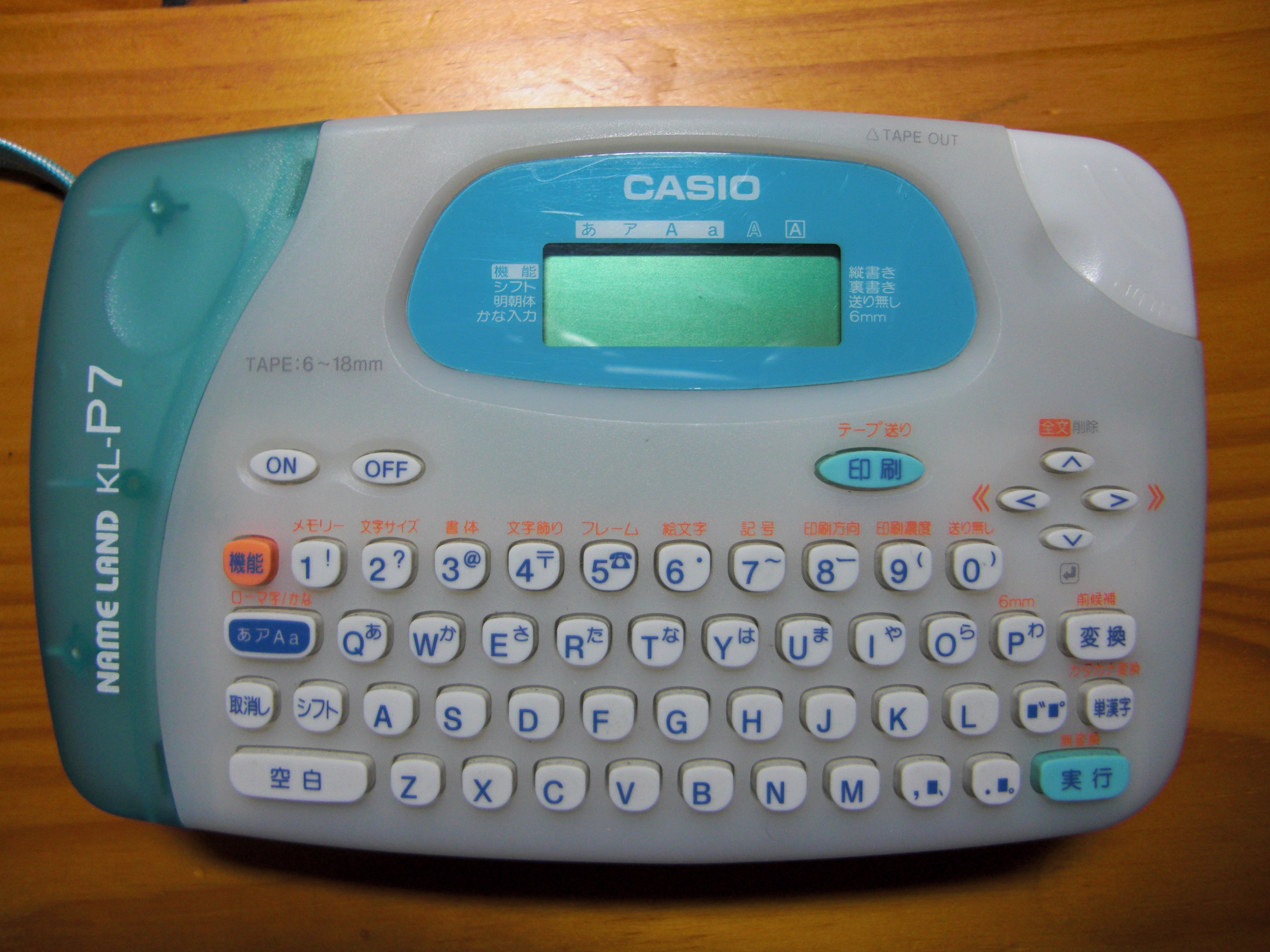
NAME LAND KL-P7
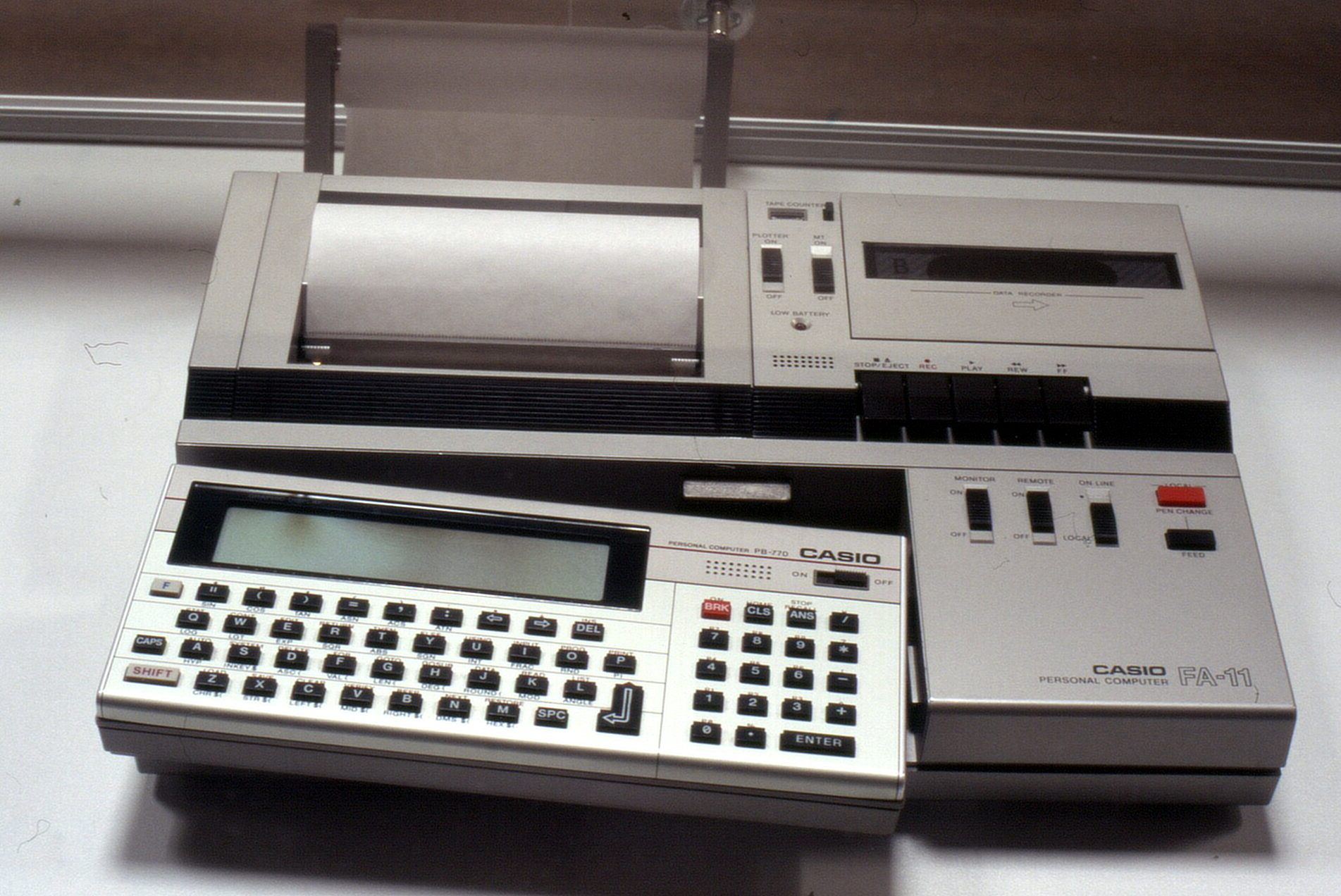
Máy tính bỏ túi PB-770, có đế cắm mở rộng FA-11
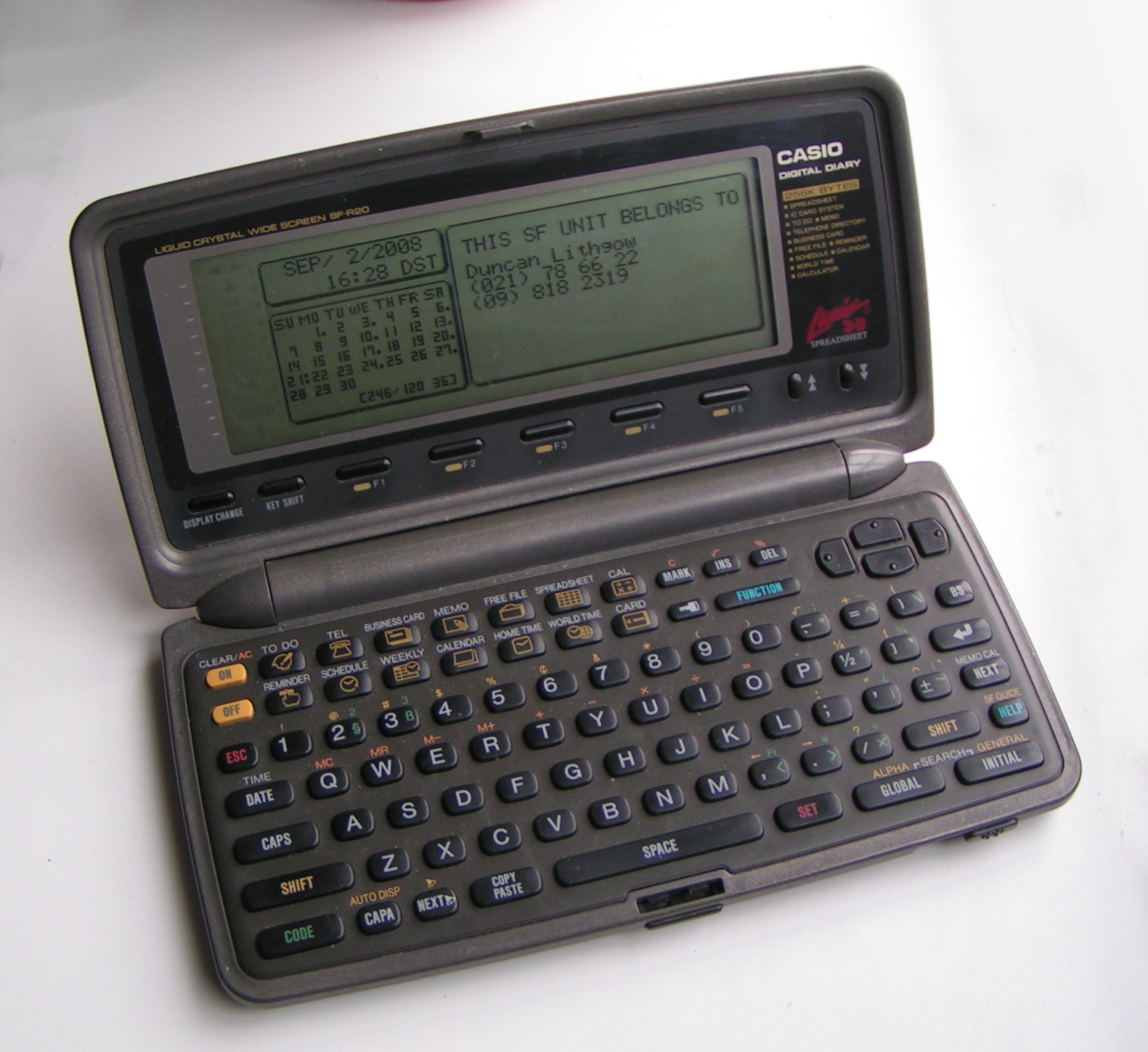
SF-R20 Digital Diary (PDA đời đầu)
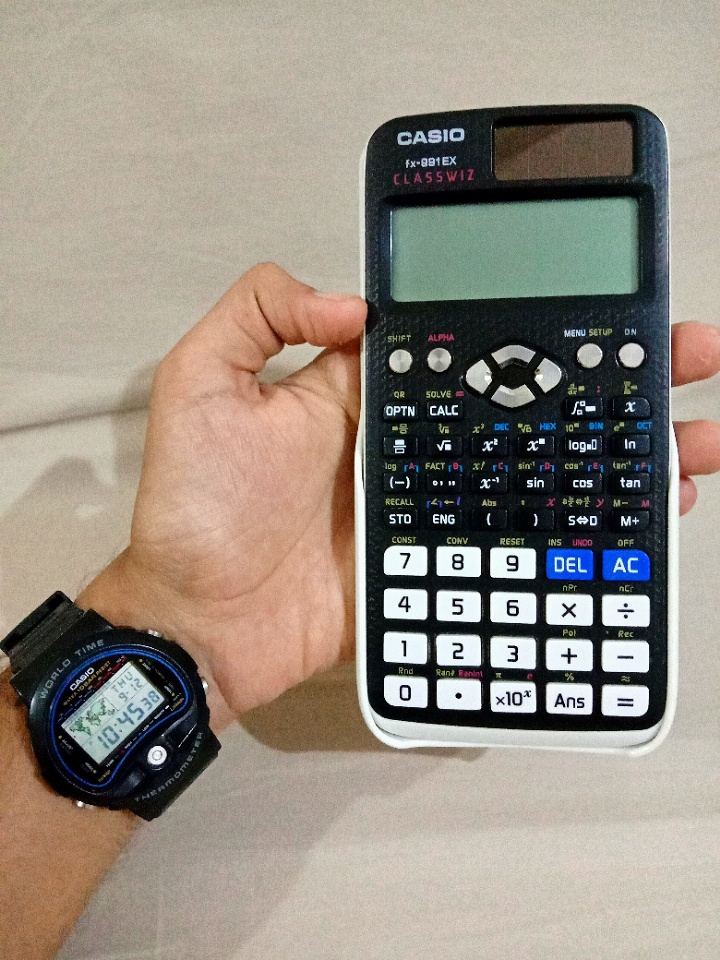
Đồng hồ TS-150 (trái) và máy tính khoa học FX-991EX (phải)
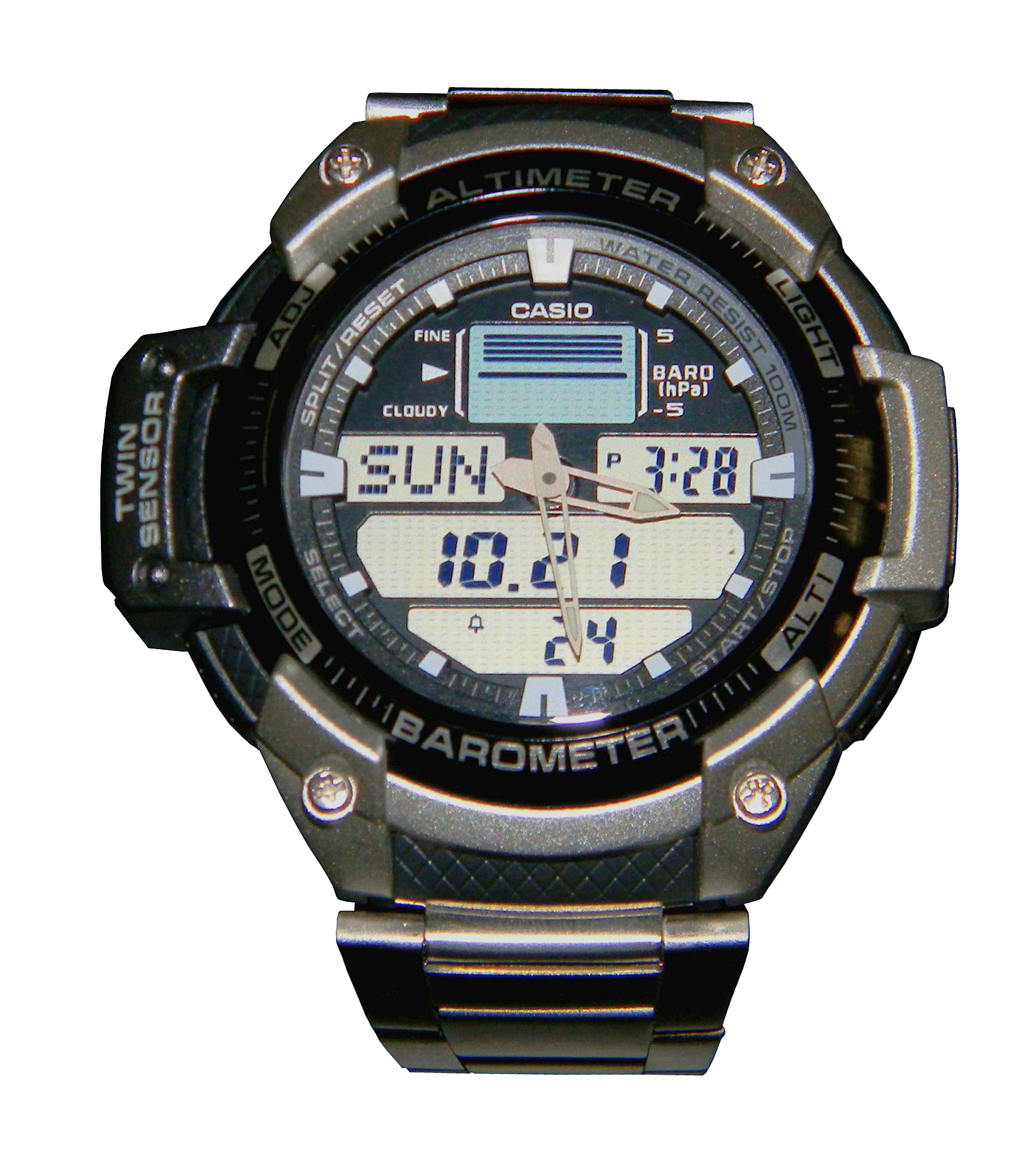
Casio Sport OutGear SGW-400HD-1BV
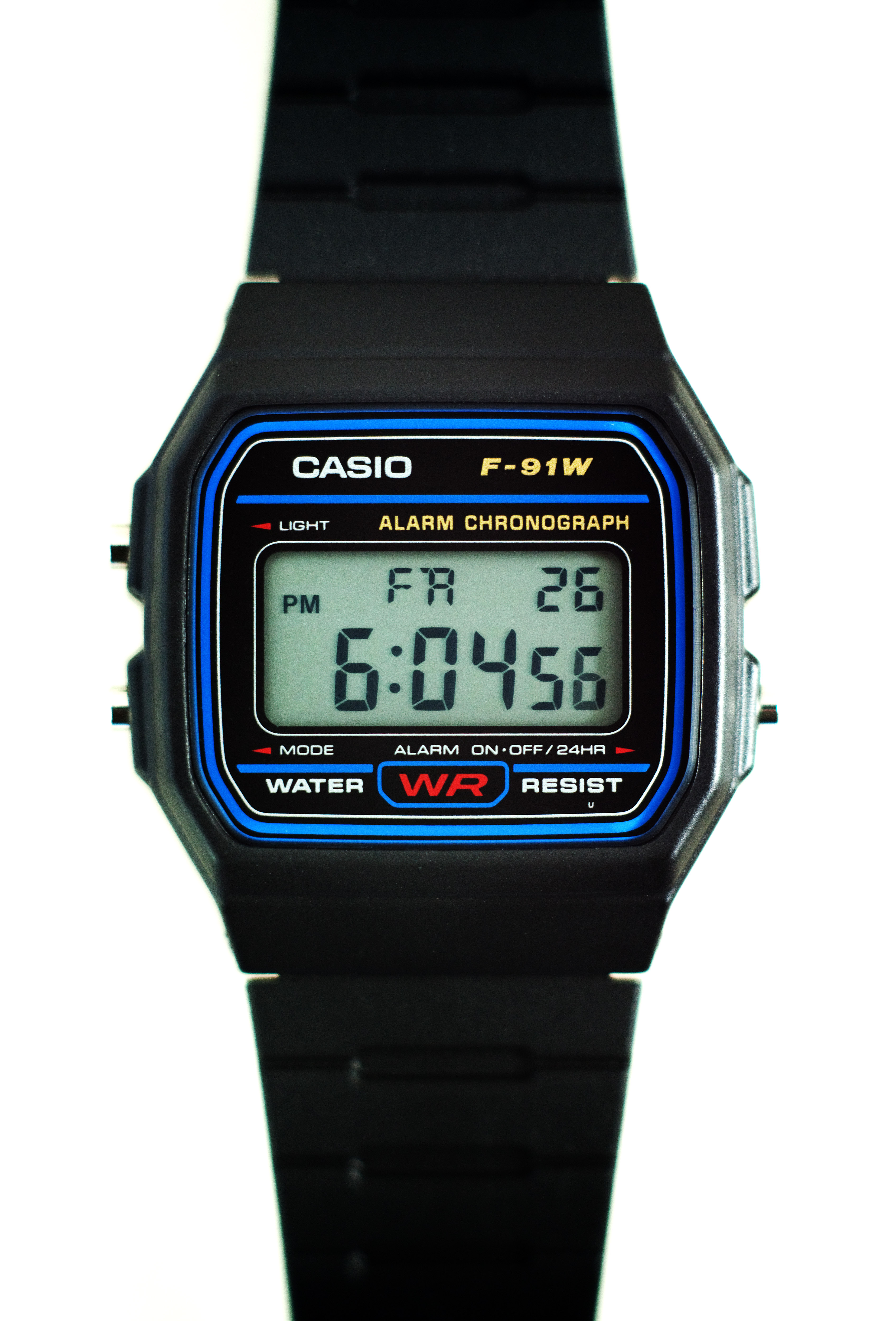
Đồng hồ điện tử Casio F-91W
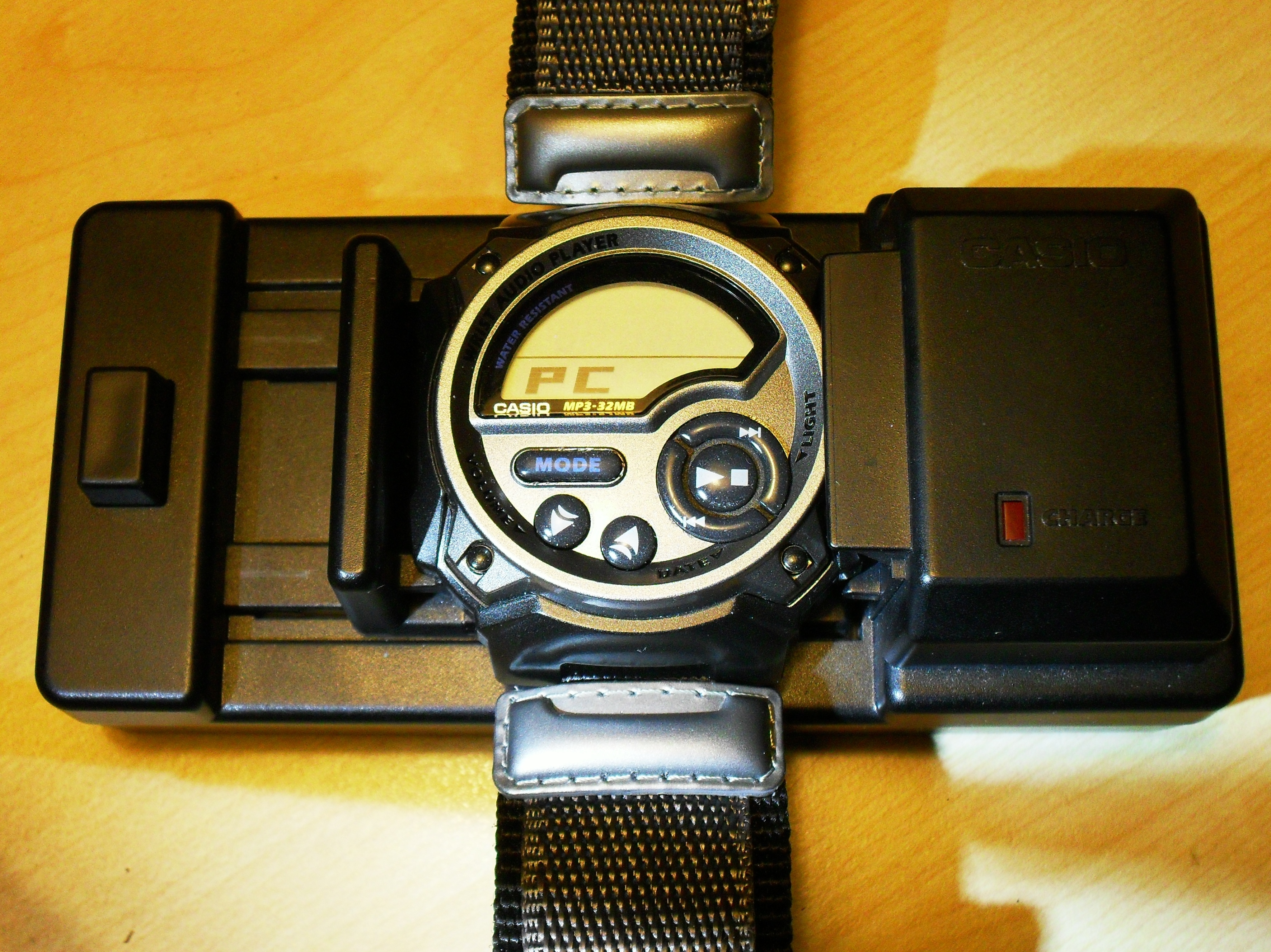
Đồng hồ MP3 di động Casio WMP1
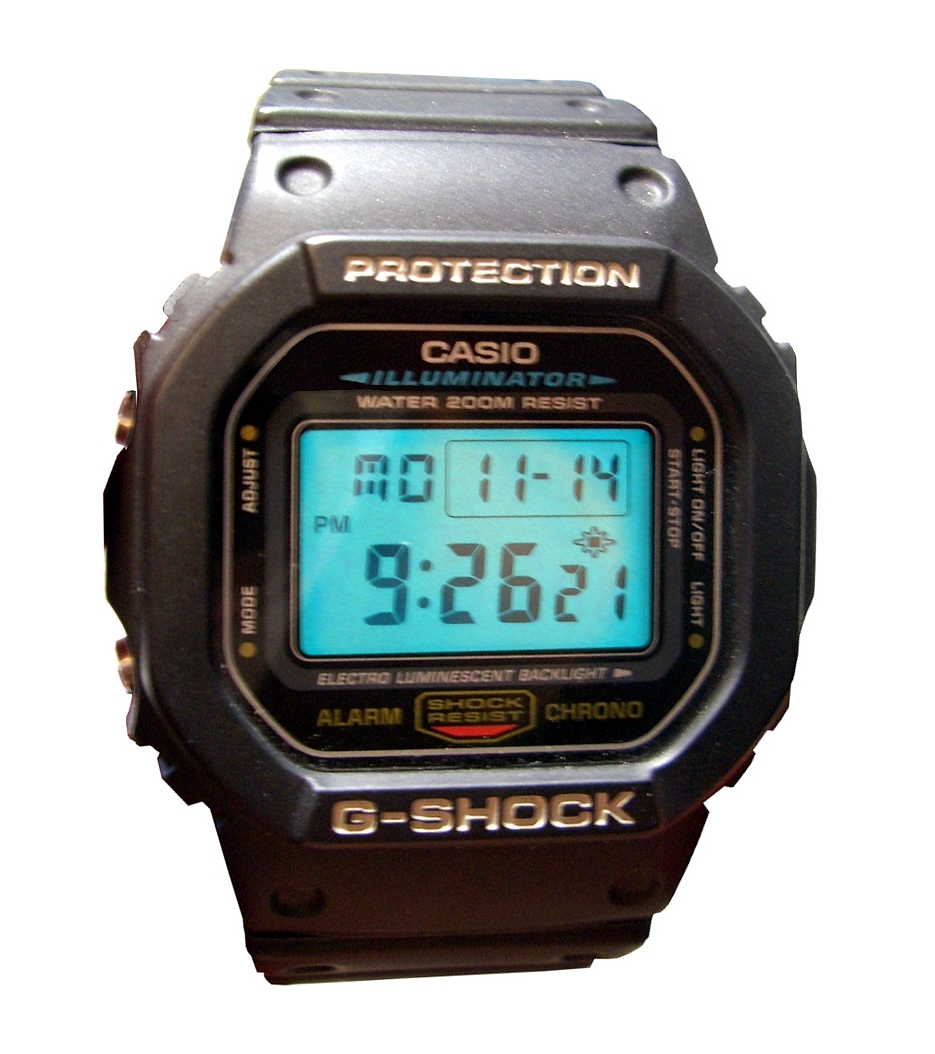
Đồng hồ DW-5600E-1V A G-Shock là một trong những đồng hồ đầu tiên có đèn nền
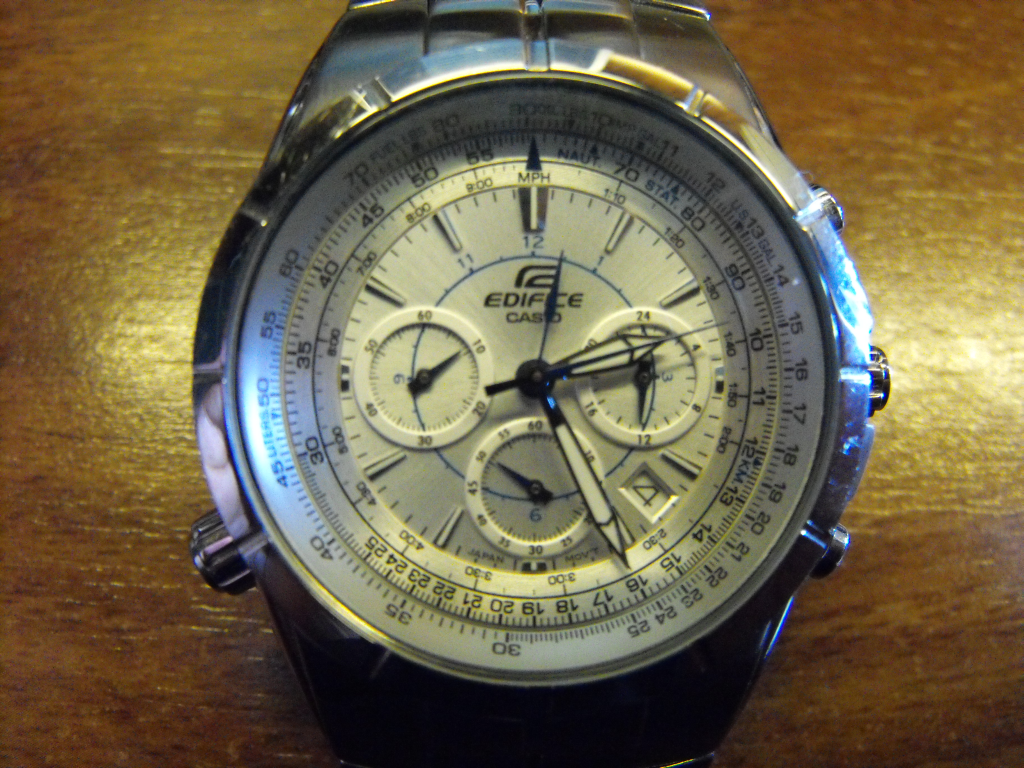
Đồng hồ Casio Edifice EF-518
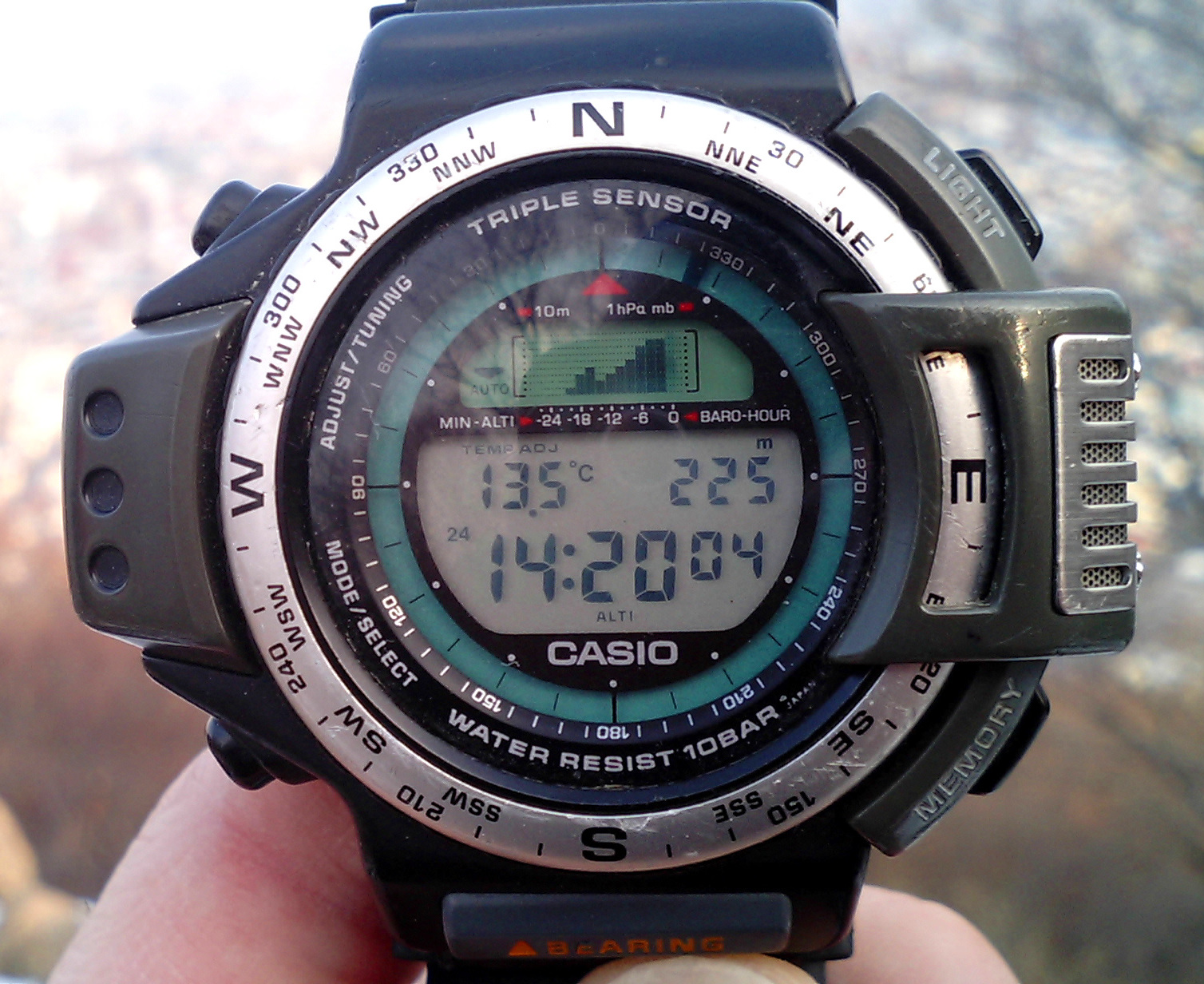
Đồng hồ cảm biến ba lần Casio ATC-1100
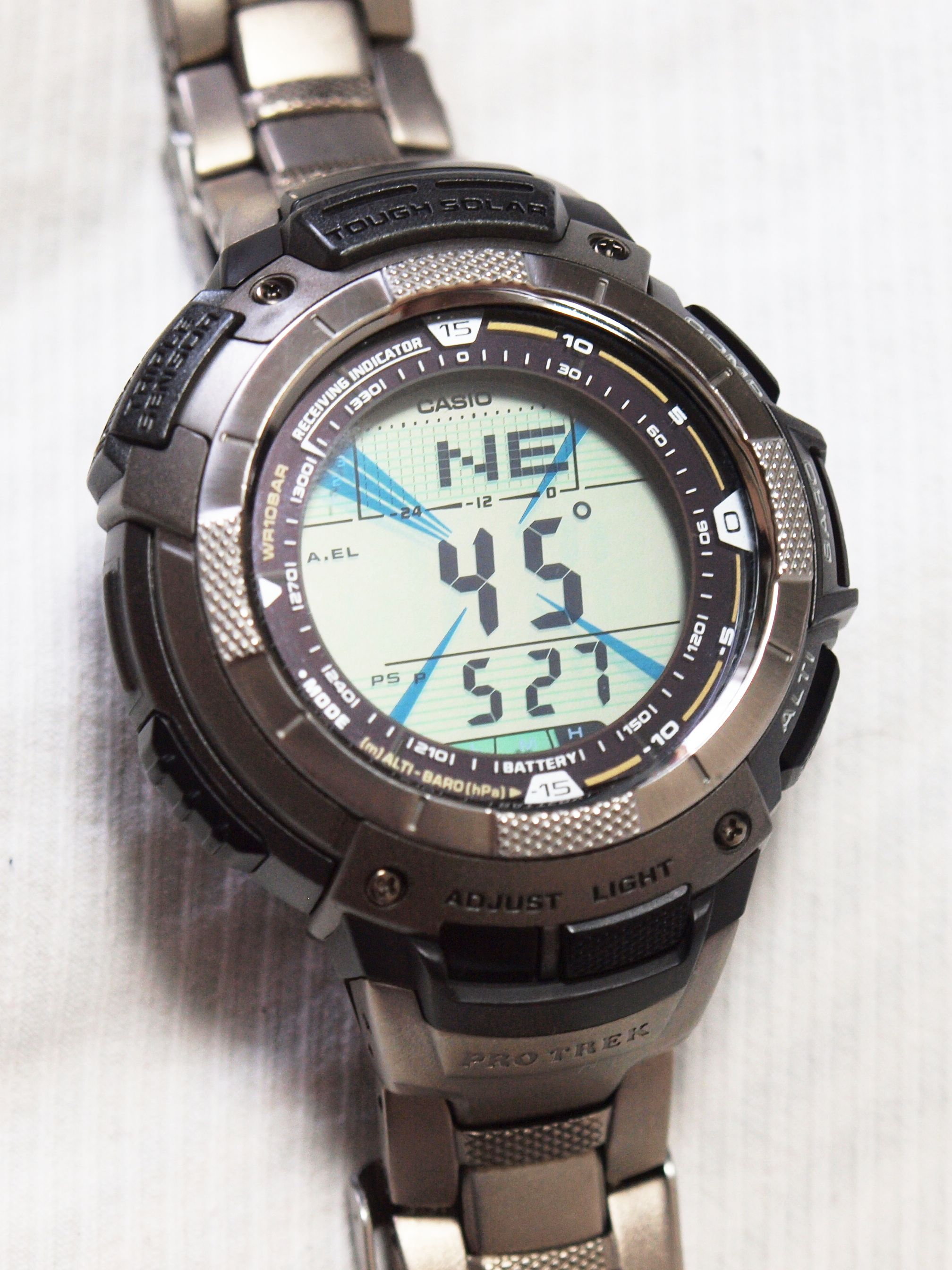
Đồng hồ cảm biến ba lần Pro Trek PRW-1000TJ ở chế độ la bàn
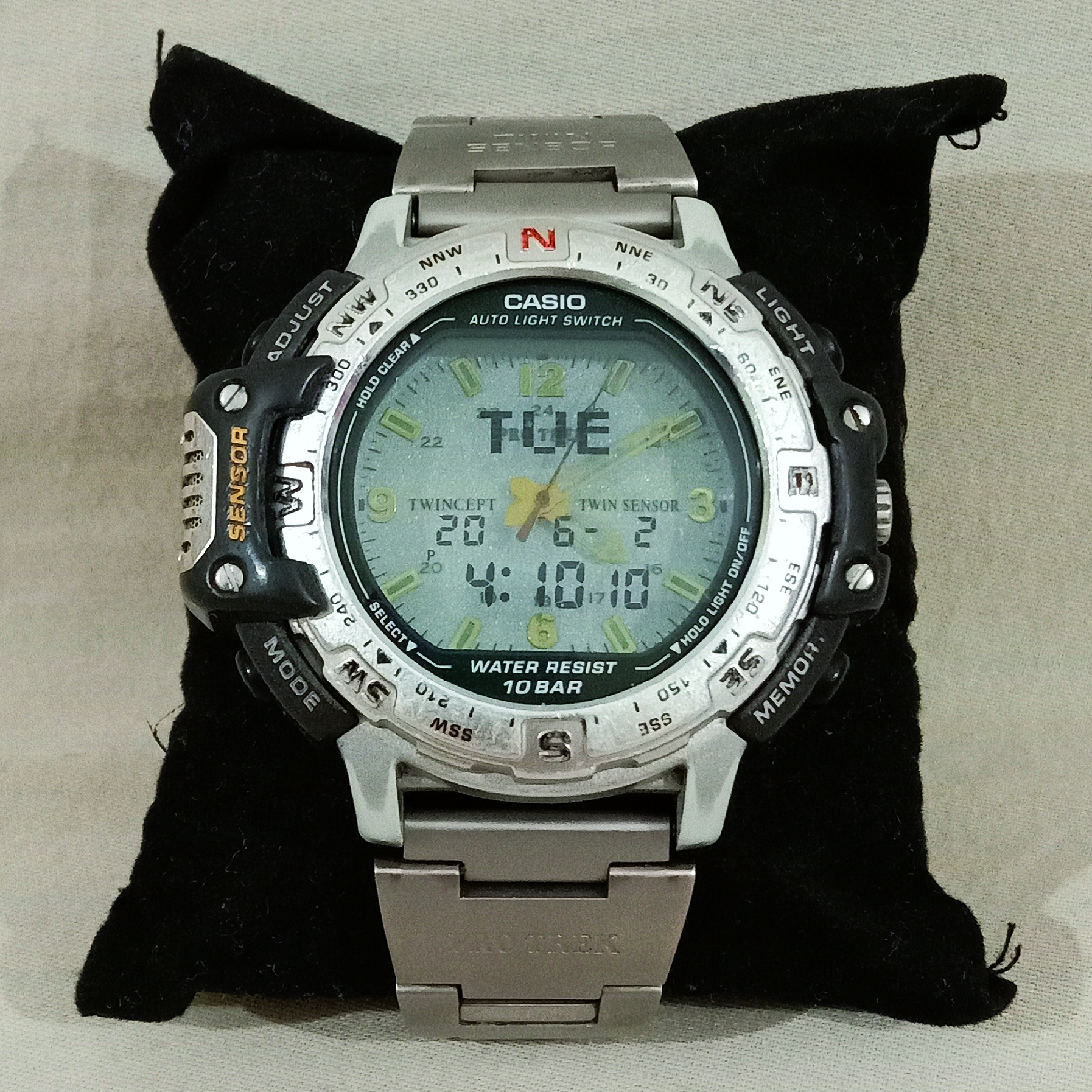
Đồng hồ Casio PRT-505 "TwinCept"
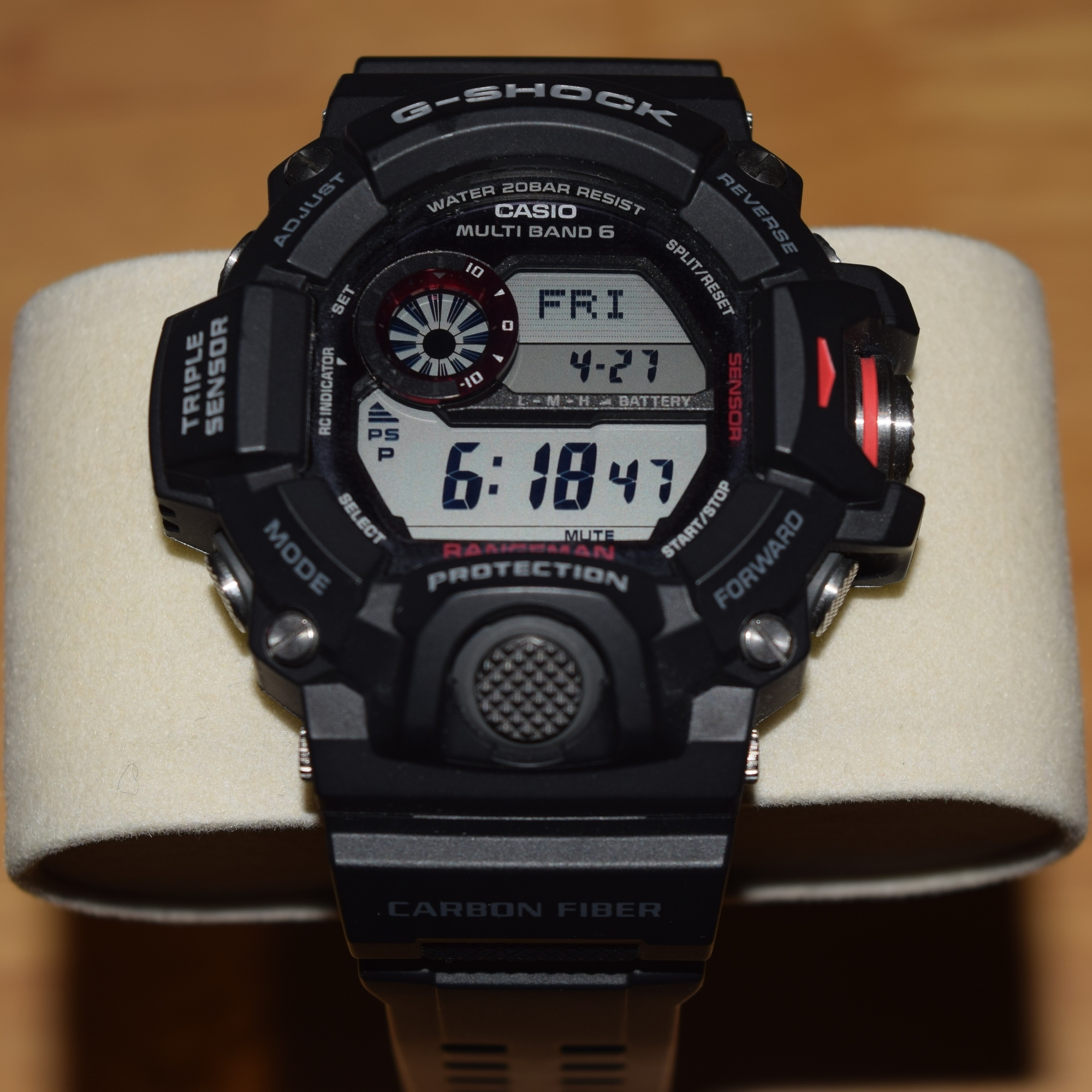
Đồng hồ Casio G-Shock GW9400 Rangeman với bộ ba cảm biến và công nghệ năng lượng mặt trời bền bỉ
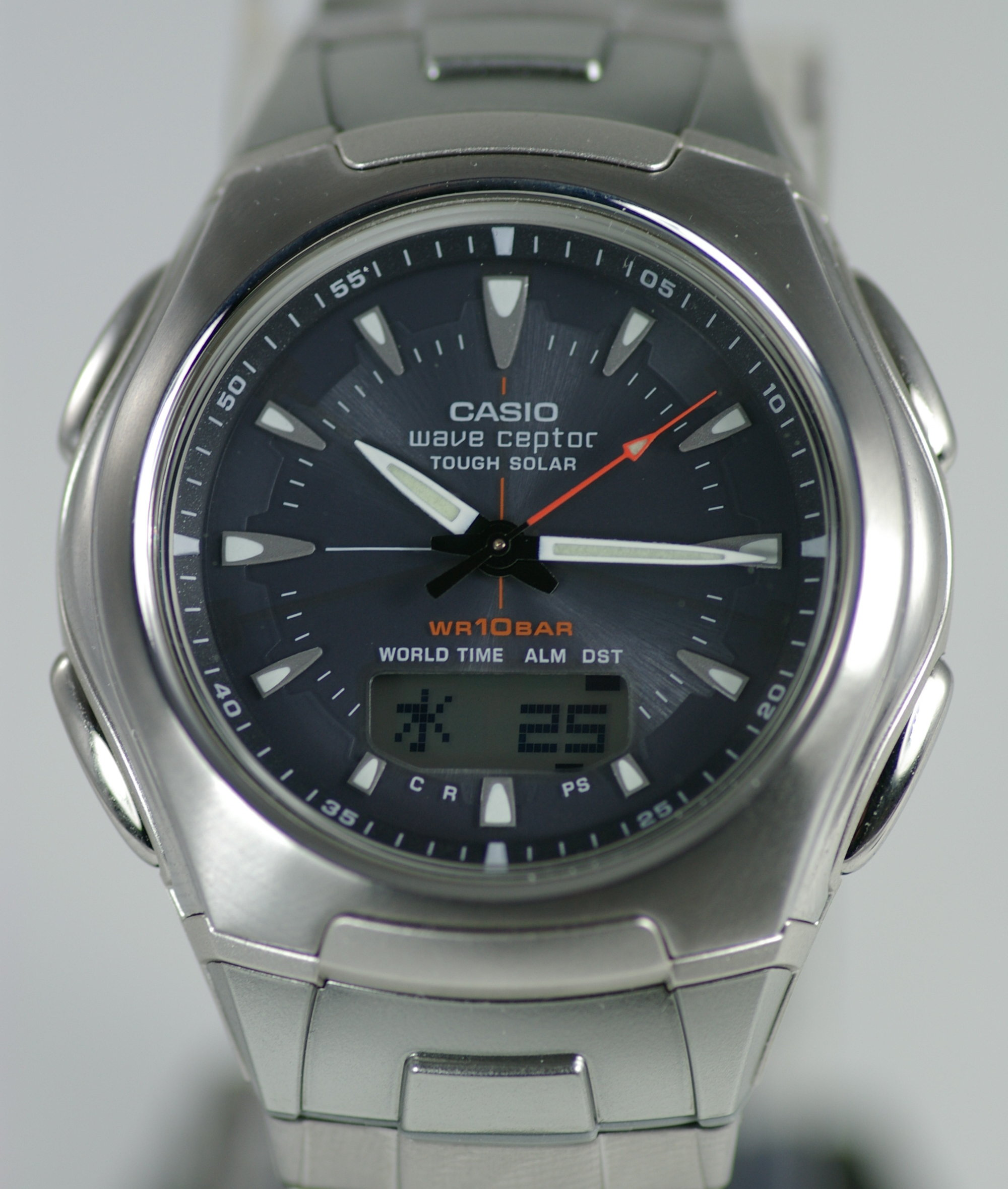
Đồng hồ Casio Tough Solar "Wave Ceptor"
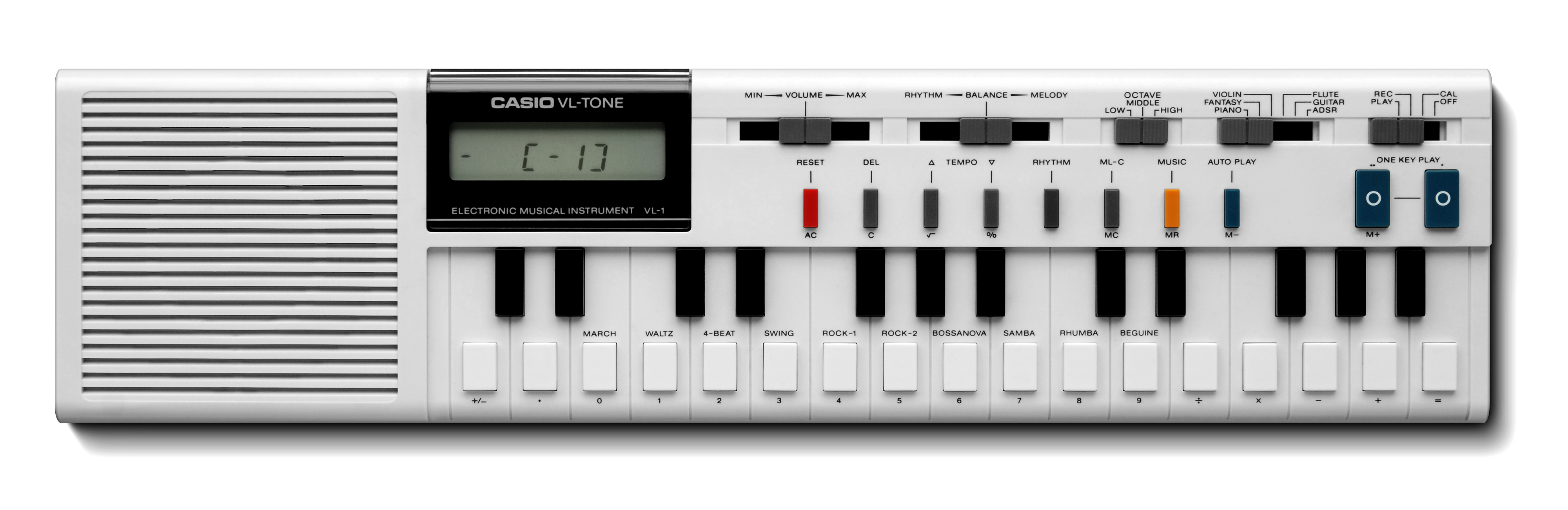
VL-Tone VL-1
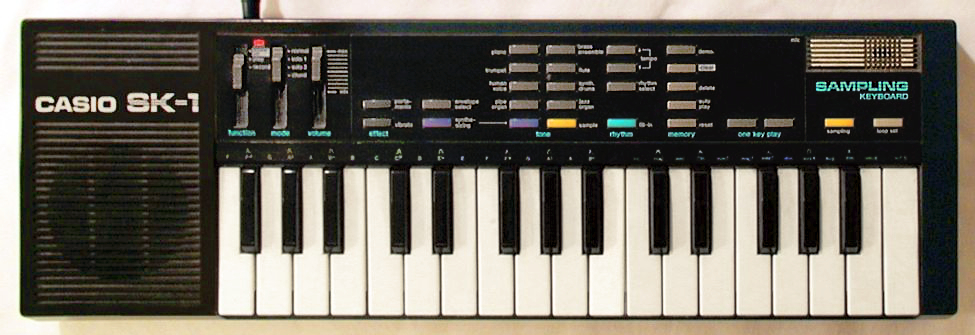
Sampletone SK-1
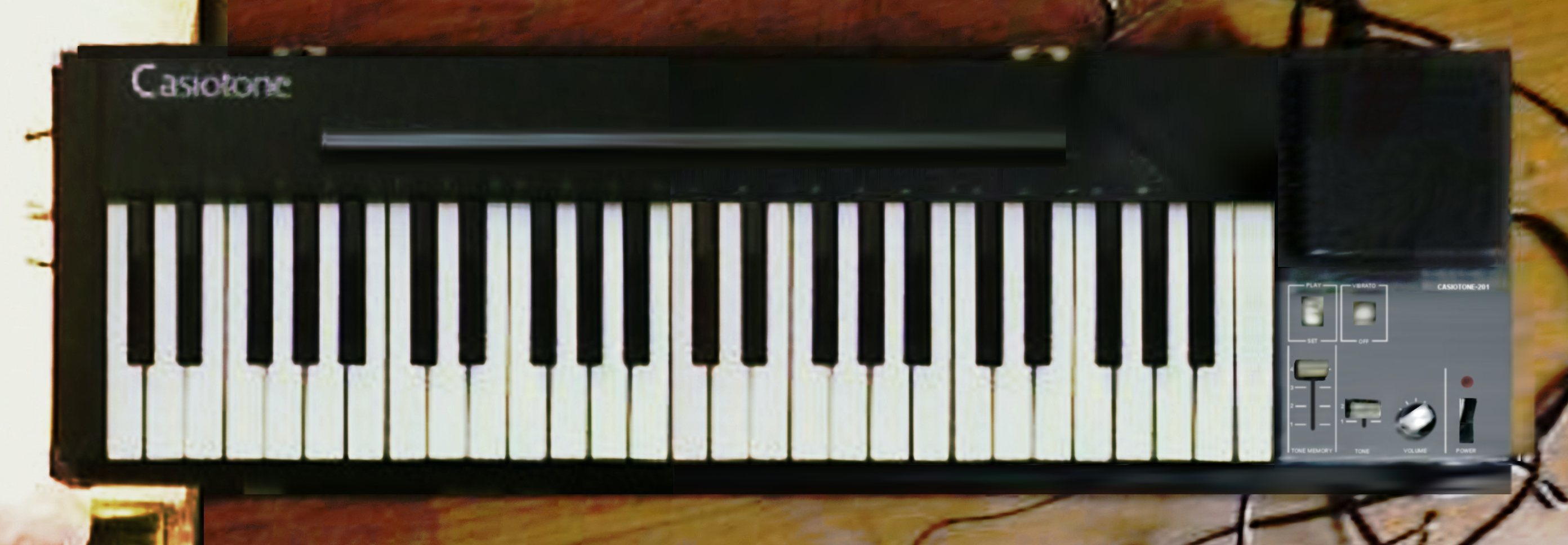
Casiotone 201
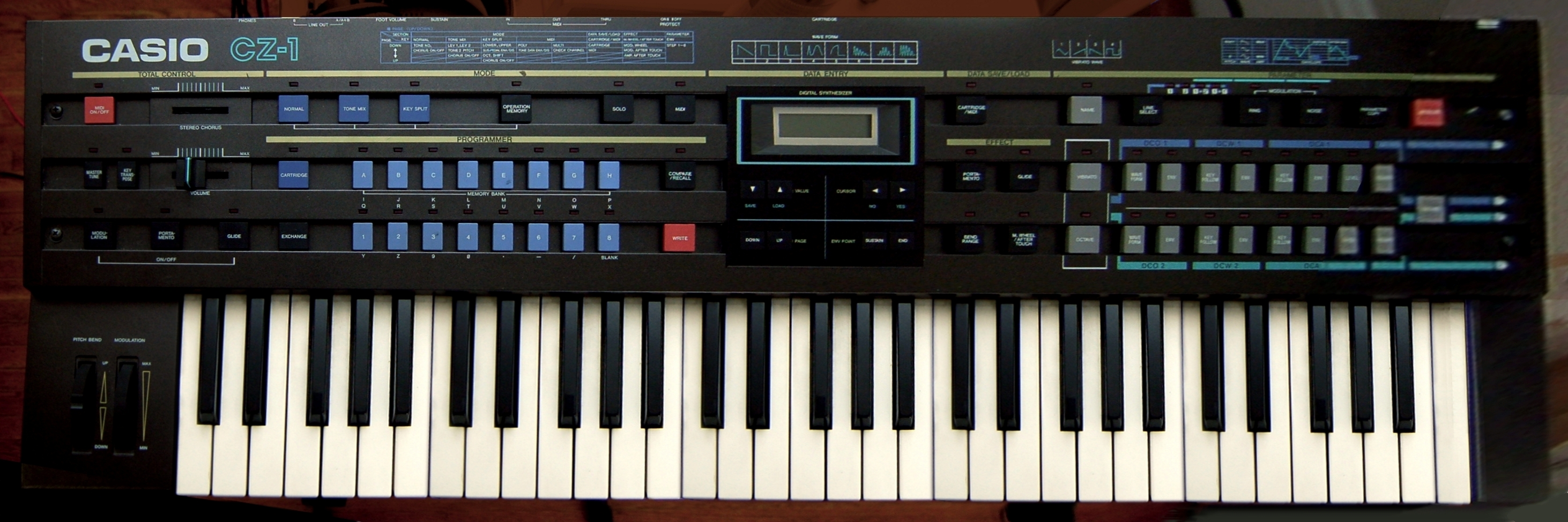
CZ-1 digital synthesizer
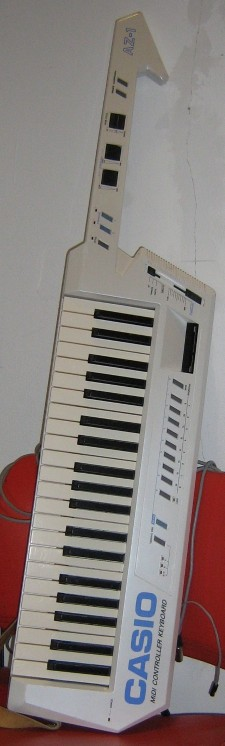
AZ-1 keytar
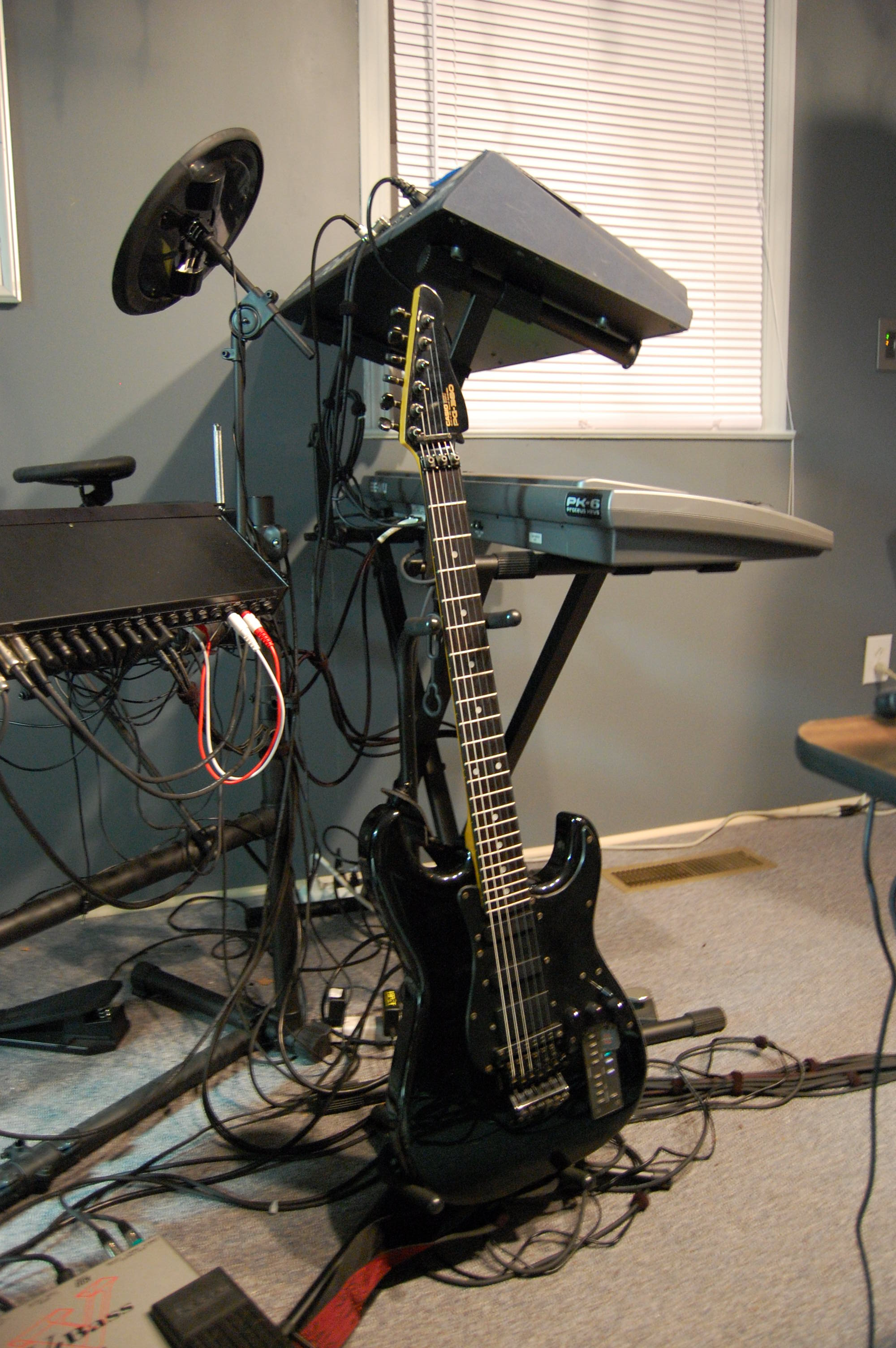
PG-380 Đàn MIDI
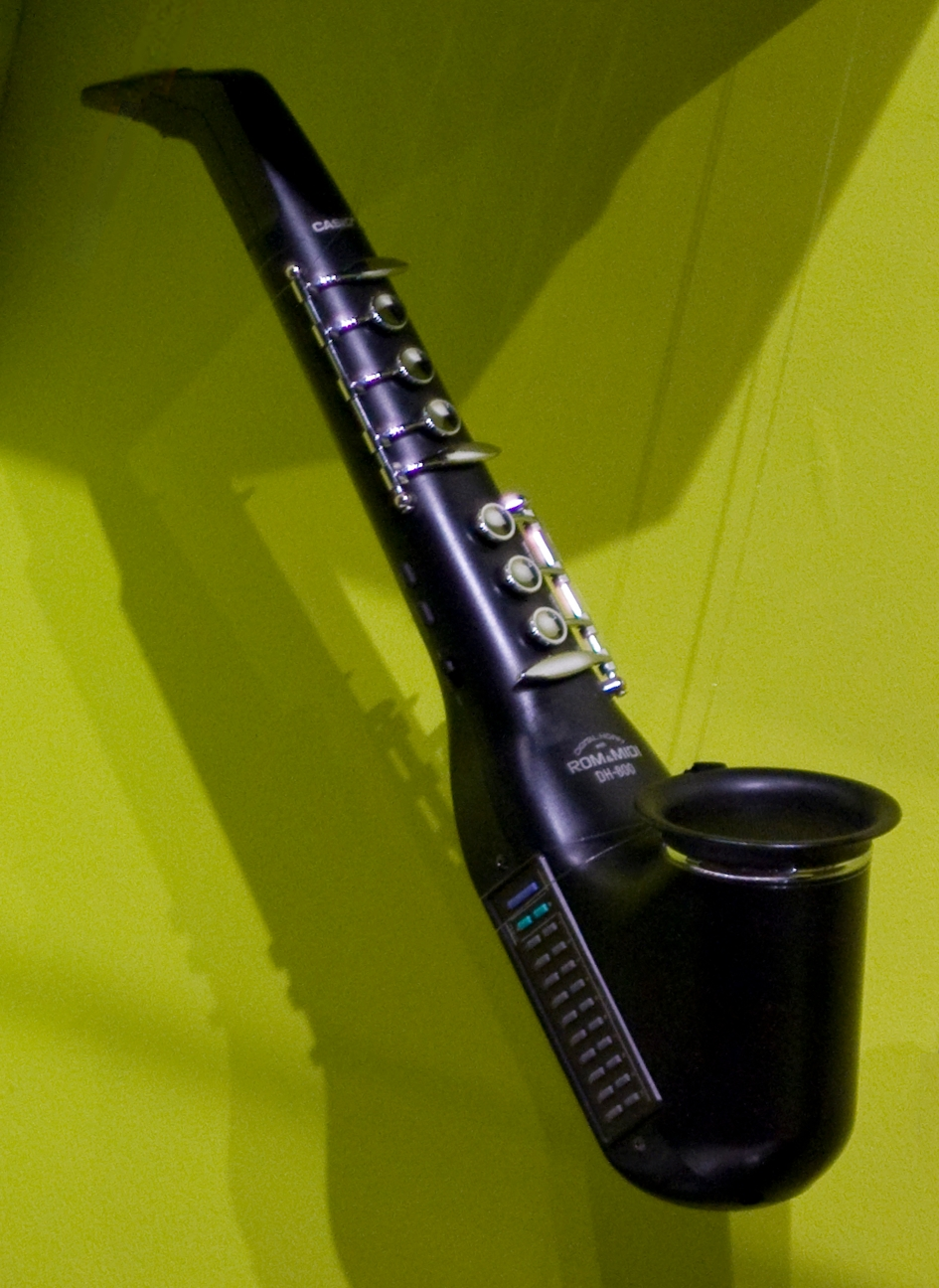
Kèn co kỹ thuật số DH-800
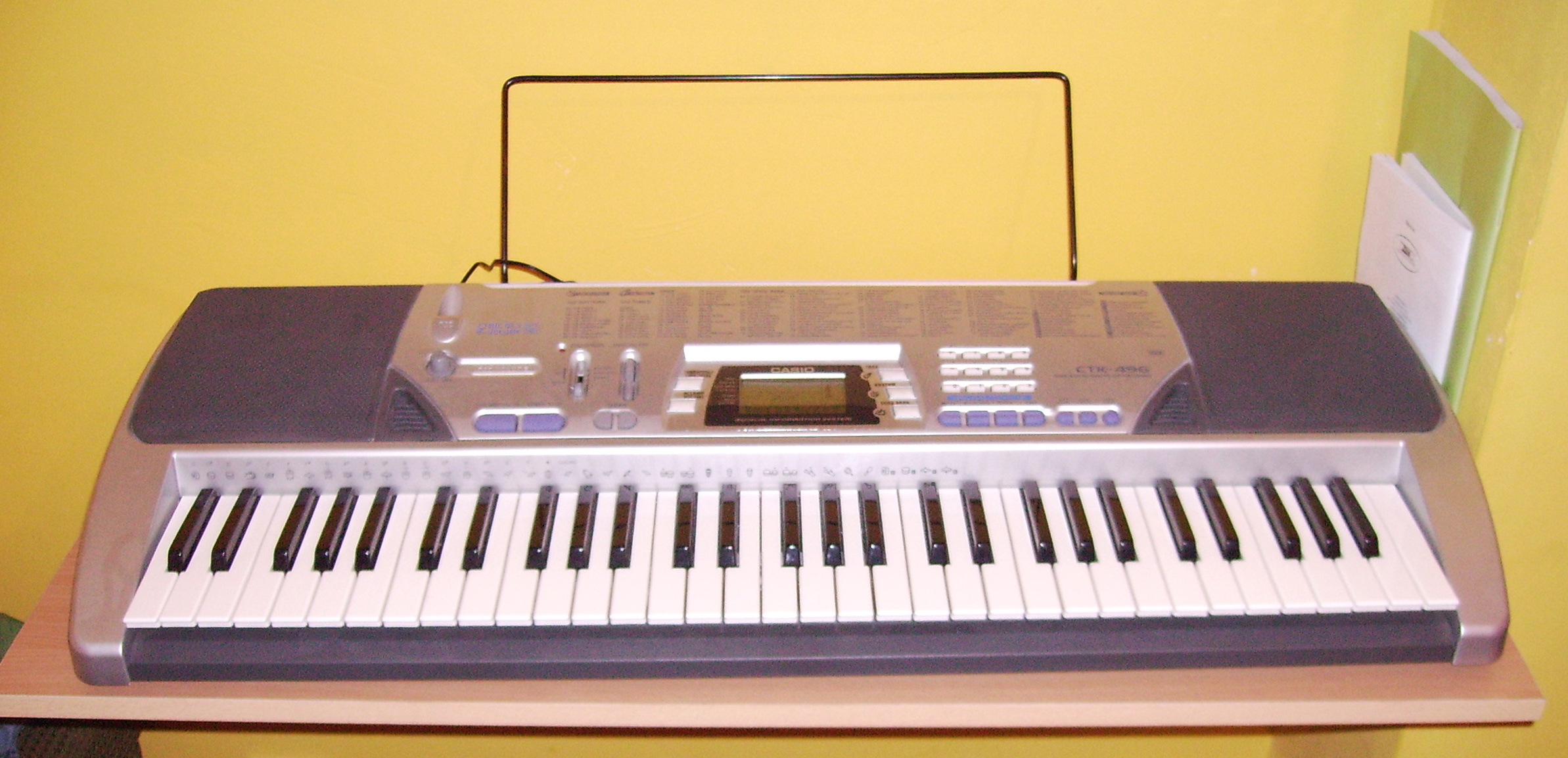
Đàn gia đình CTK-496
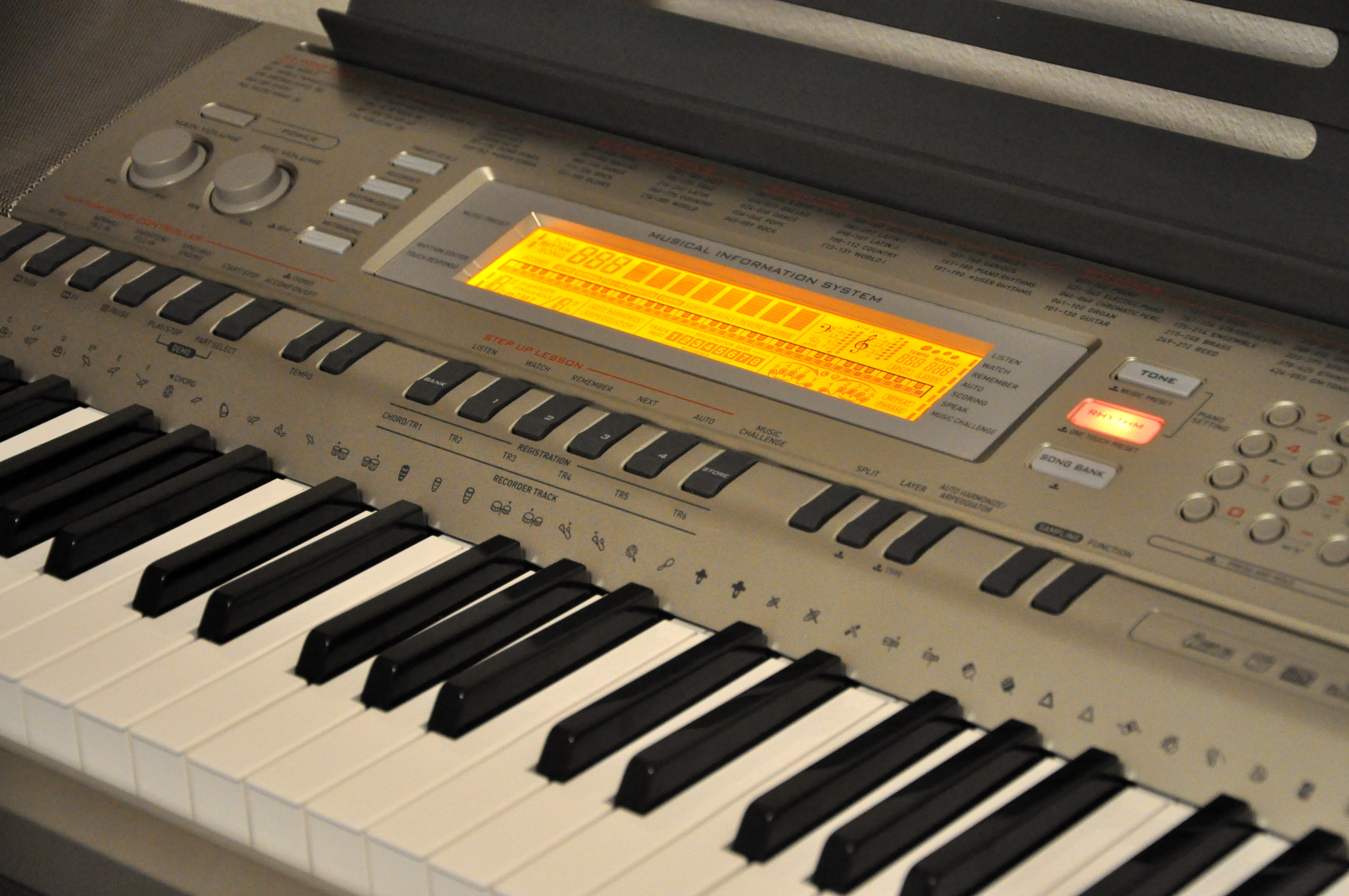
Đàn máy trạm WK-200
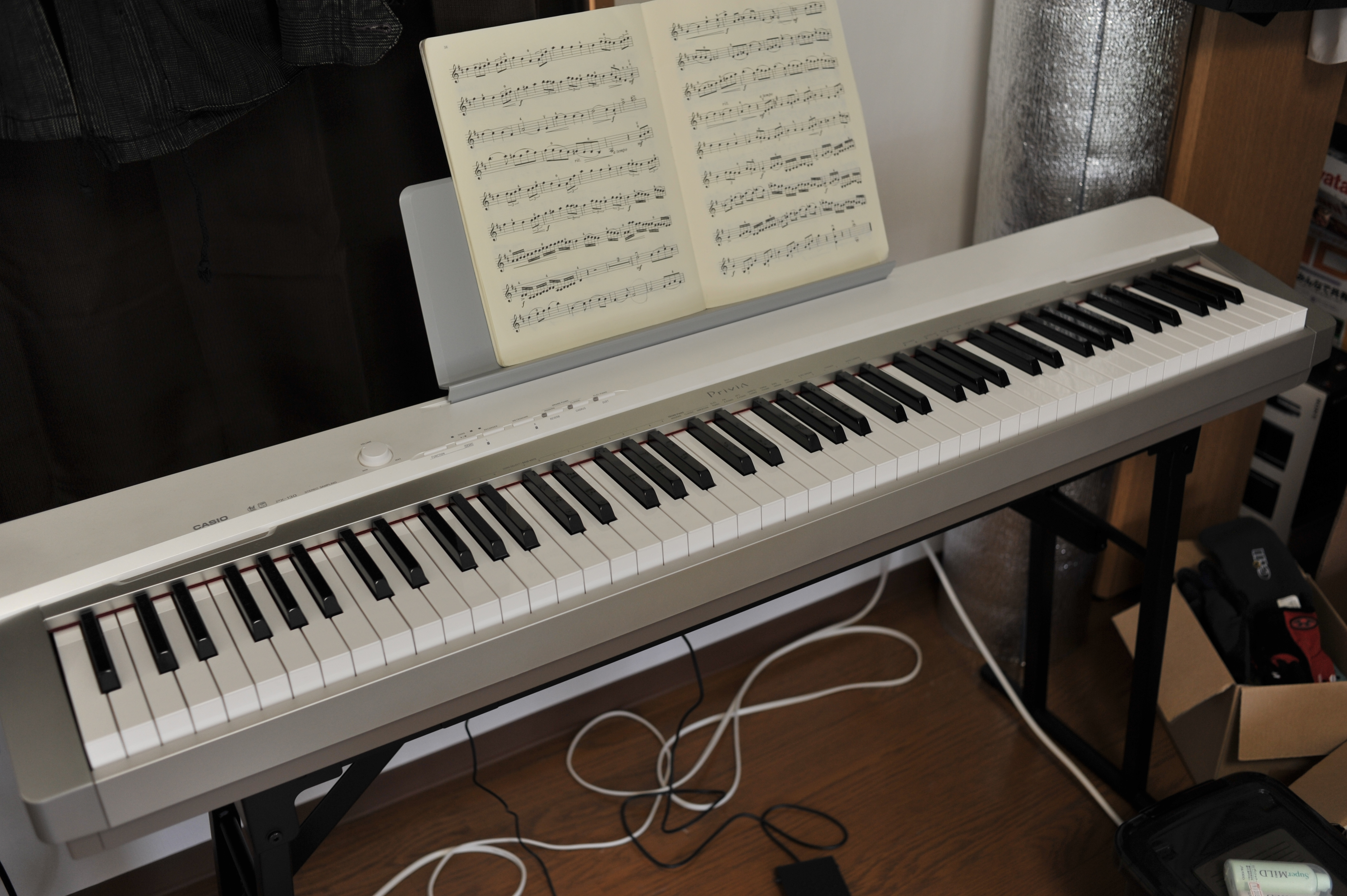
Đàn piano kỹ thuật số PX-130 Privia
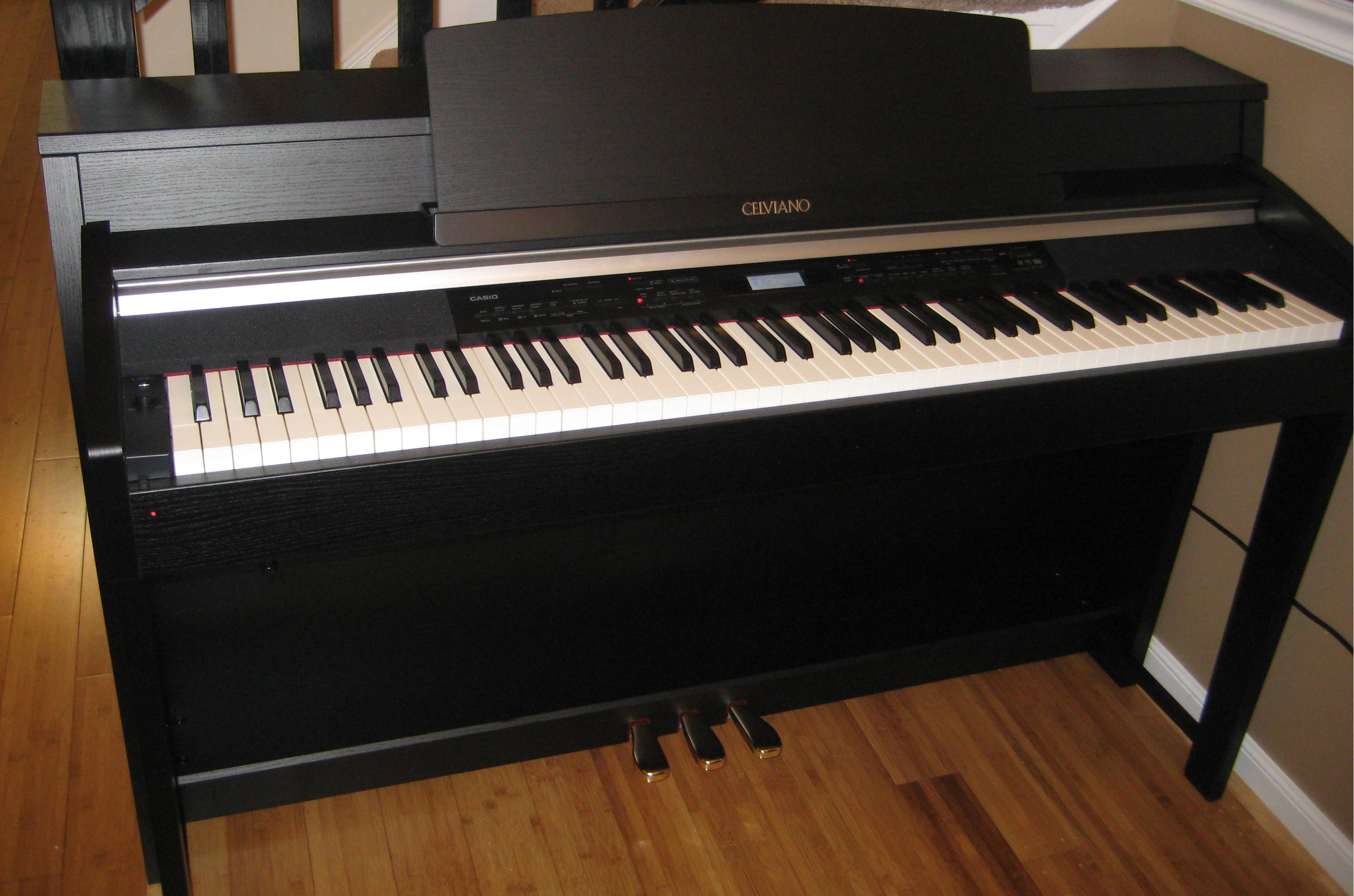
Casio Celviano AP-620
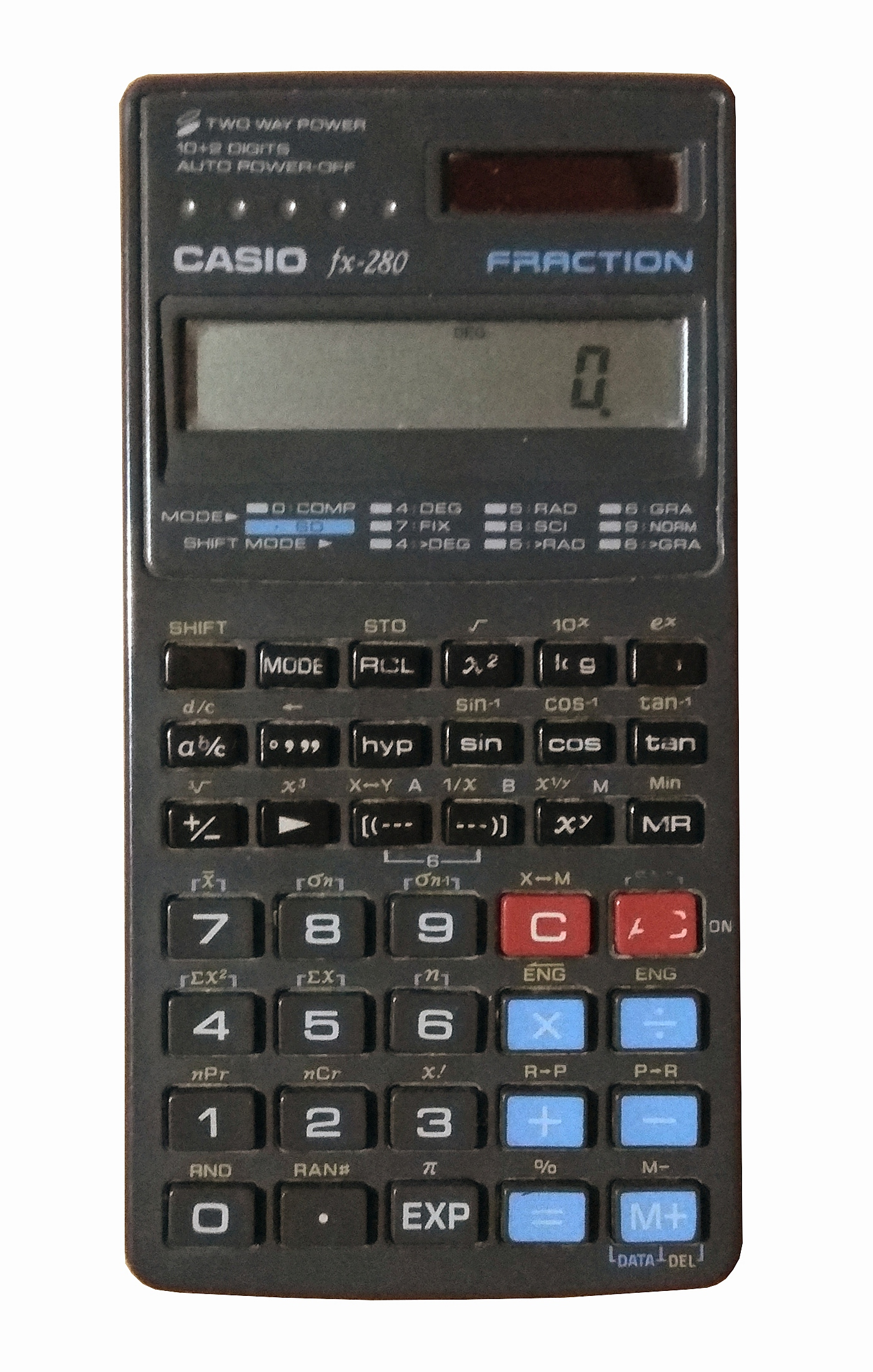
Máy tính khoa học Casio fx-280
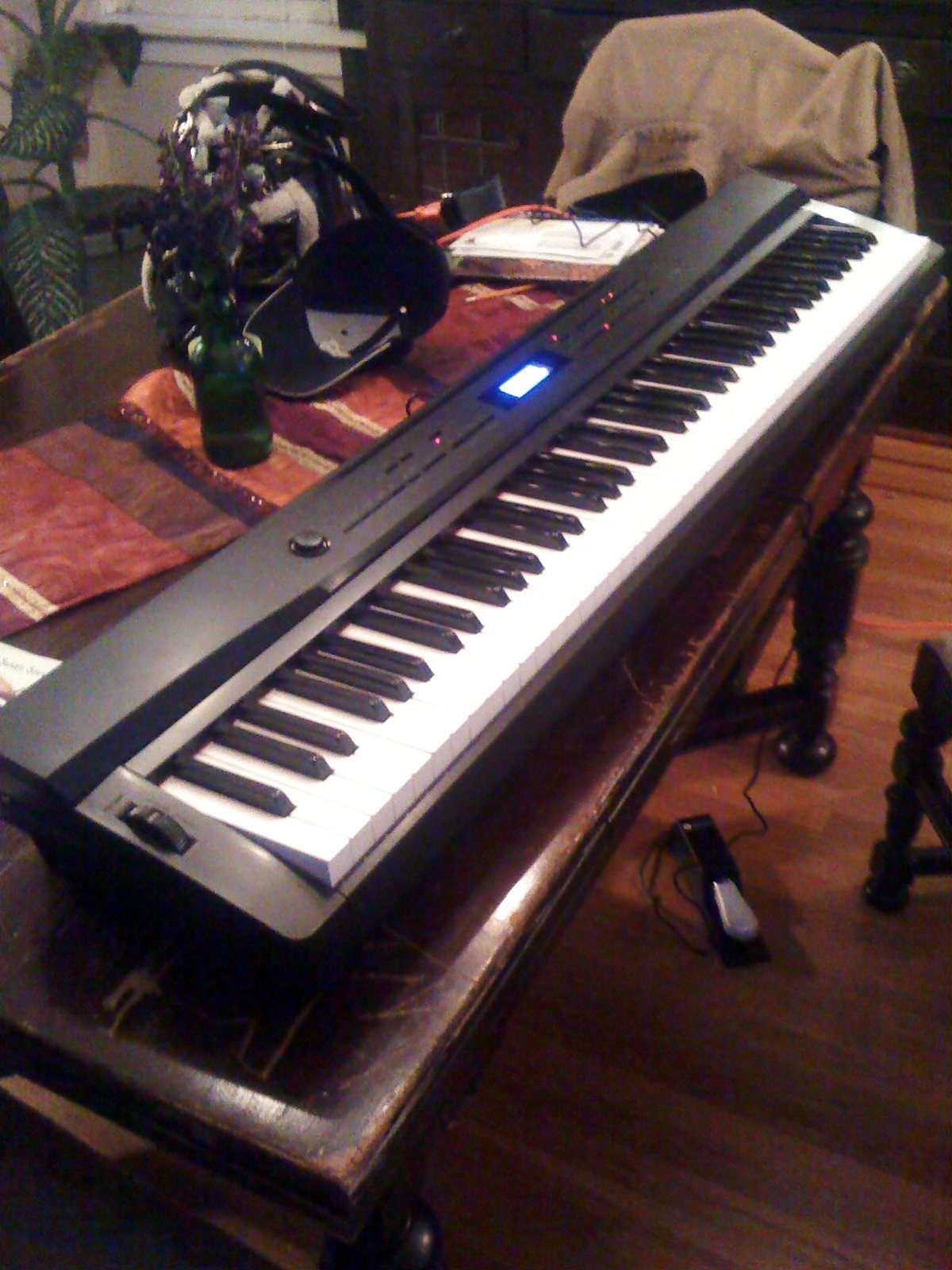
Casio Privia PX-330
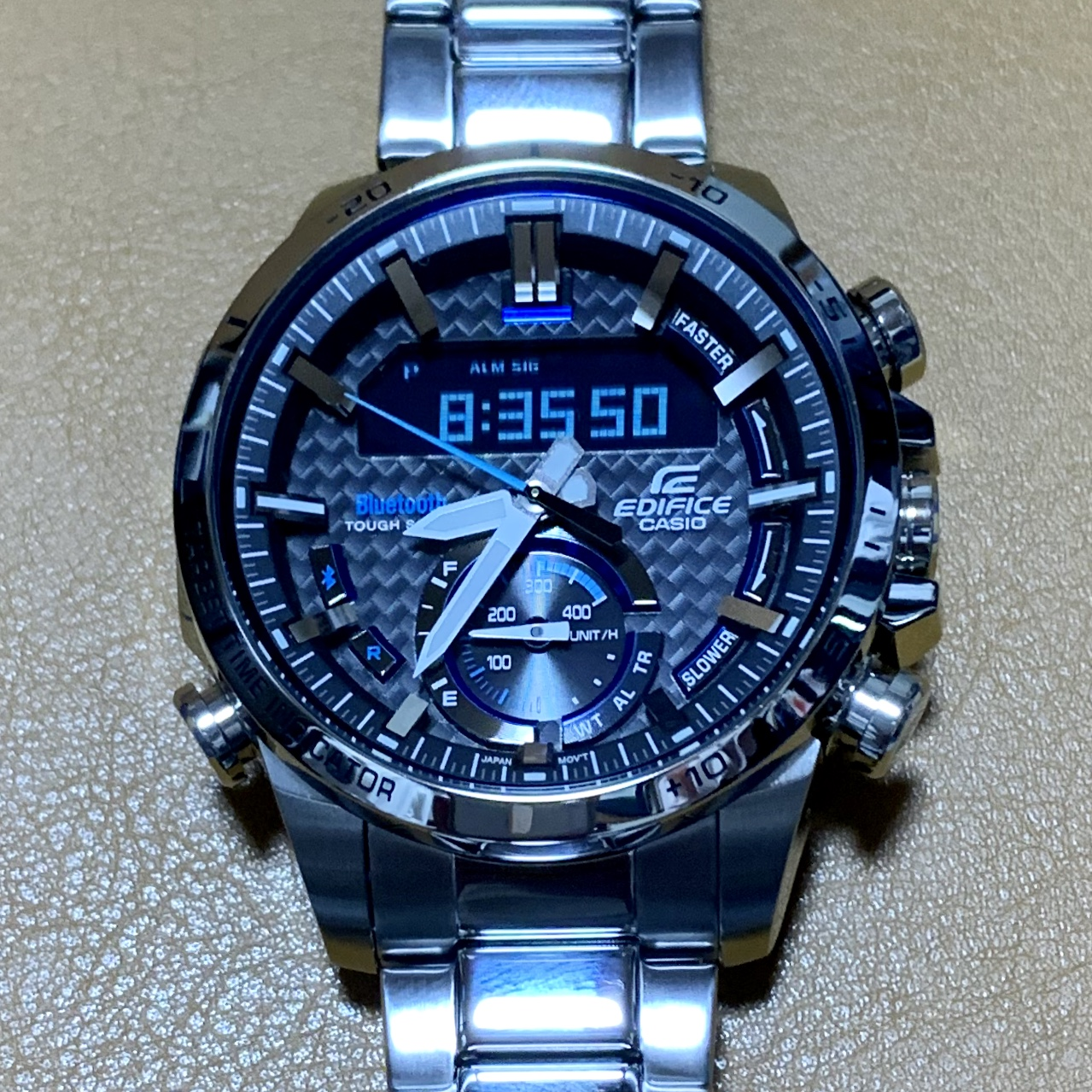
Edifice ECB-800D-1A